# 銀河戦国群雄伝ライ
『銀河戦国群雄伝ライ』（ぎんがせんごくぐんゆうでん ライ）は、真鍋譲治の漫画、またそれを原作としたテレビアニメ。

## 概要
『月刊コミックコンプ』（角川書店）で1989年11月号から1993年1月号まで、『月刊電撃コミックガオ!』（メディアワークス）で1993年2月号から2001年11月号まで連載された。単行本は全27巻まで発行され、後に『月刊電撃コミックGAO!』2003年2月号別冊付録である『銀河戦国群雄伝ライ 異聞』も単行本化された。
また、作者自身の手によって本作の二次創作同人誌化も行われている。その内容は性的なものがほとんどだが本編とリンクしているものも多く、特に「ライと正宗が肉体関係を持つ」という内容のものは前述の「異聞」と本編をつなぐミッシングリンクとして扱われている。

## 作品解説
神聖銀河帝国皇帝であった光輝帝が崩御したことにより帝政が崩壊する。多数の軍閥による権力抗争が始まる中、北天を制したのが元 帝国左将軍の比紀弾正である。比紀弾正は自身の最も信頼する側近の四天王と共に北天を瞬く間に併呑。五丈国を建国し、残る南天の制圧を掲げ、銀河統一へ向けて動き始めた。そんな折、四天王の一人である狼刃は、その軍団の中で一兵卒であった竜我雷に興味を示し、師団長に抜擢する。ついに戦国時代の風雲児が歴史の表舞台に立つ時がきたのであった。
作中の内容は、日本の戦国時代や三国志や史記などの中国史、他に『宇宙戦艦ヤマト』や『銀河英雄伝説』といったSFアニメがモチーフとなっている。宇宙空間における艦隊戦が舞台でありながら、宇宙艦艇以外は文明・技術がほとんど発達しておらず、前時代的な甲冑や刀剣で武装し、砲撃戦の傍らで艦を直接ぶつけて敵艦に乗り込んでの白兵戦で雌雄を決することが多いなど、あまりSFとしての緻密さは重要視されていない。

## 主な国家
燕、臨
神聖銀河帝国よりはるか昔に存在していた国。この頃より玉璽が「銀河を統べる者の証」として権威を有していた。
神聖銀河帝国
13代270年に及び銀河中央を統治した一大星間帝国、首都星は斉王都。高い文化力と人的資源を背景に近隣諸国を「蛮族」と呼び将来の併呑を目論んでいたが、13代光輝帝の崩御により瞬く間に瓦解。後釜をめぐって、銀河は戦国時代に突入することとなる。
佐倉
神聖銀河帝国崩壊後に残存勢力が集まって五丈に抵抗していた区画。国であると明言されていないが同等の扱いを受けているので掲載。最高責任者は阿曽主禅、首都星は延高城。紀霊元年、五丈軍の侵攻を受けて滅亡した。
五丈国
神聖銀河帝国崩壊後に元 帝国左将軍の比紀弾正が北天の軍閥諸国家を制圧して打ち立てた国家。首都星は武王都。
国主は比紀弾正だが、「軍閥の集合体」という形式をとっているため、緩やかな専制君主制にとどまっている。また、弾正本人も、「五丈王」を名乗ってはいない。
四天王をはじめとした軍閥の勢力が強く、官僚機構が整っていないため文官の発言権は小さい。
銀河中央を支配し、神聖銀河帝国の地盤を受け継いでいるので文化・生活水準は他国と比べ群を抜いている。
弾正の病没後、四人の大臣と四天王改め四元帥から成る最高評議会が国政を動かす、集団指導体制に移行する。なお、名目上は太政大臣を筆頭とする四大臣が四元帥の上に位置しているが、実権を握っているのは四元帥と八人の校尉からなる元帥府である。
車騎元帥の骸羅が、弾正の忘れ形見である麗羅を立てて政敵を抹殺し、大元帥に就任。その軍事力で政府を掌握し太常府（大元帥と太政大臣を兼ねた役職）になると、骸羅の一族や、その盟友である狼刃の一派で要職を独占する。
麗羅が玉璽を持って武王都から逃亡すると、名実ともに骸羅が国権を独占する。程なくして、仮の玉璽を鋳造した骸羅が帝位に就き、国名を「大五丈」と改める。
大五丈
五丈国の国権を簒奪し、帝位に就いた骸羅が打ち立てた星間帝国。首都星は斉王都。
尊号「聖天大帝」こと骸羅を頂点とする専制君主制で、丞相 骸延が内政を、左大元帥 狼刃と右大元帥 骸山が軍事を統括する。
当時、五丈国の鎮南将軍・南京楼太守に収まっていた竜我雷が、すぐさま偽帝討伐の兵を挙げ激戦の末に骸羅を倒し全五丈を統一。新生五丈国を興す。
新生 五丈国
竜我雷が偽帝骸羅を討ち、新王朝を打ち立てた国家。作中での呼称は「五丈」あるいは「大五丈」のままだったが、弾正や骸羅の王朝とは体制を一新しているため、便宜上、「新生 五丈国」と標記する。首都星は南京楼、のちに斉王都。さらに皇帝即位にあわせ天極へ遷都。
尊号「竜王」こと竜我雷を頂点とする専制君主制で、丞相 大覚屋師真率いる丞相府が国政を統轄し、尚書令 三楽斎馬防が文官を、大将軍 孟閣が武官を分掌している。官僚機構が前政権より整い、武官重視の風潮が薄くなっている。国主と丞相が遠征に出る際は、尚書令が国主代行を務める。
他にも、内府 王福来が後宮を仕切っているが、丞相府の指揮下にあるのかは不明。
また、無官ではあるものの、経済顧問 大覚屋英真が、国家経済における相談役を務める。
西羌国
南天諸国と共に銀河帝国(北天)と国境を接する異民族国家。専制君主制であるが、王族である秦一族が共同で国政を担う場面が多い。
南天以上に武を尊ぶ風潮が強く、国民も総じて勇猛果敢だが、反面政治の駆け引きには疎い。
南天（練・南蛮連合）
練国
南天の部族国家。首都星は益州都（のちに大王理と改名）。
専制君主制で、君主の発言権が非常に大きい。
比紀弾正の南征時に、五丈四天王の一人 狼刃との戦いにより国王 羅鶴が戦死する。息子の羅候が兵権を継ぐが、一時は智国の従属国支配に甘んじていた。
後に南蛮王国の国王 琥瑛罵洲より羅候が国権を譲り受けて、錬・南蛮連合国の実権を握る。軍師 姜子昌の智国への謀略による紅玉（独眼竜正宗）の失脚により、南天の盟主にのし上がる。
南蛮王国
神聖銀河帝国から離れているため、異なる部族が連合して出来た国。首都星は南蛮王都。しかしその結束は極めて脆く、集散離合を繰り返しつつ国としての体裁を保っている。独自の風潮と文明を築いている。
国王の琥瑛罵洲（くえいばす）によって一応のまとまりは見せているものの、部族間の対立が燻っており、一枚岩ではない。
後に病床の琥瑛罵洲が、娘婿でもある練国の国主・羅候に譲位し、連合国の一部と成る。以後は羅候が連合の統轄に専念するために、琥瑛罵洲の息子達が南蛮三王となり、南蛮宰相 勃鞮を御目付け役として、南蛮王国を統治する。
雷による第二次南征に先立って諸部族の切り崩し工作が行われ、五丈に帰順した部族が南天攻略の大きな支えとなった。
智国
南天の部族国家。首都星は南帝閣。五丈に近い座王都が第二の都市として要塞化されている。もとは南帝閣周辺を根城にしていた海賊に官位を与えて治安維持を命じたもの。「正宗」を尊号とする君主が頂点に立つ専制君主制を敷いている。
先代正宗の死後、娘 紅玉（独眼竜正宗）が幼い弟 虎丸を擁して国政を司る。富国強兵を重ね、南天連合の盟主国と目される。その反面、政治体制は脆弱で、軍部と官吏の連携がとれておらず、紅玉のカリスマによって軍部中心の体裁を保っている。比紀弾正の南征後に南天の反抗部族を征伐，糾合して一大版図を築く。
後に従属していた錬国の大都督 姜子昌の策謀により紅玉の叔父 丁儀がクーデターを起こす。これにより紅玉から国権が剥奪され、幼王 虎丸を建てる。
しばらくは練国の傀儡国家となるが、紅玉が虎丸を連れ出し、夷にて亡命政府を打ち立てる。それ以外の国土は練国の占領下に置かれ、練と五丈の間で振り回される。
最終的に虎丸を擁した五丈軍によって南天軍は駆逐され、五丈に併呑された。その後は如海に統治され、国は三つに分割された。その処遇に不満を持った領民はいなかったとされる。
明国
南天の部族国家。神聖銀河帝国以来の名門家である雷神家一族が治める国家。首都星は洛火閣。
比紀弾正の南征後に五丈国の策謀によって智国に侵入するが国境侵入の最初の戦闘で大損害を受け、その後に智国が緒戦の優勢のまま一気に明国の首都である洛火閣を攻め陥し雷神家一族郎党の首をはねられ滅亡した。
孟国
南天の部族国家。首都星は虎卓関。
比紀弾正の南征後に明国が智国に滅ばされ南天の大国になった智国に対して国主剛志はただちに息子を人質に差し出し智の将として身分を保った。
趙国
南天の部族国家。首都星は流北平。練と南蛮にはさまれる形に位置する。
比紀弾正の南征の際に国主であった曹州が骸羅に討ち取られる。南征後に練国から軍事圧力を受け、援軍として智国の軍を自国に受け入れることで智国の領土となった。
五丈の奴隷連合国
コミックス1巻冒頭の地図に登場する国。五丈の版図、南（地図上の「下」）のはずれにあり、五丈国に従属することで主権と領土を保っている（冊封体制）。一部の国は五丈へ朝貢している。後述の夏巾国はこの連合国の一つ。支配者が弾正から雷に移った後も、同じように朝貢を続けている。
夏巾国
コミックス13巻の外伝に登場、五丈国の南端にあった属国。首都星は呂良閣、国王は包元公。南天より支援を得て太悟元年に弾正へ反旗を翻すが、骸羅軍に鎮圧された。忍者に似た装束をまとう特殊部隊（コマンドと呼称されている）を擁している。
夷
「異聞」に名前だけ登場する。ただし夷という国があるわけではなく、新生五丈の版図外にある中小国の総称。智をはさんで練と反対方向、五丈版図より南（地図での「下」）にあると推測されるが正確な位置は不明。
住民は純朴で信義に篤く、夷の地にて亡命政権を樹立させた正宗を快く受け入れていた。その後忘れ形見であるジャムカを支援、一大勢力に仕立て上げる。しかしその勢力が大きくなりすぎたため皇帝による親征を受け壊滅した。
皇帝より逃亡を許されたジャムカが再び雌伏、15年の歳月をかけて強力な王朝を打ち立てた。

## 登場人物
声の項はカセットブック版 / テレビアニメ版 。

### 新生 五丈国

#### 竜我家
※･･･蘭々と梨扇は竜我雷夫人ではないが、両者とも紫紋の近しい側仕えで、梨扇にいたっては後に竜我の愛妾にもなったため、この項目に記述する。
竜我雷（りゅうが ライ）
声 - 太田真一郎 / 檜山修之
（海兵団突撃中隊長→重機甲師団長→第一近衛軍騎都尉→南京楼太守→鎮南将軍→南京楼軍盟主→五丈王→皇帝）
本作品の主人公。度胸と悪運の強さを五丈四天王 狼刃に買われて一兵卒から師団長に抜擢され、比紀弾正の南征時に先鋒として南天に雪崩れ込み、座王都に一番乗りを果たし、その勇名は敵味方に響き渡る。数々の武功を重ね、南征後には騎都尉へと昇進。比紀弾正死去後は「危険だが殺すには惜しい」とした玄偉の謀りにより中央から遠く離れた最前線である南京楼の太守に封じられるが、南京楼で希代の天才 大覚屋師真をはじめとする英傑達を迎え、力を蓄えていく。骸羅による政変後は鎮南将軍を歴任する。
中央で骸羅が皇帝を僭称すると、すぐさま挙兵。金州海で恩師 狼刃を涙をふるって倒し、その余勢を駆って骸羅をも倒し、五丈国を手中に収める。玄偉や西羌王 秦馬らの謀事を鎮圧して五丈王に即位し、自らの尊号を「竜王」と称し、新たに西羌王となった秦宮括と講和を結び、国内体制を固める事に尽力する。
そんな中、智の独眼竜正宗と それに呼応し北伐を敢行した練・南蛮連合の羅候率いる軍が、ほぼ同時に大挙して五丈領内に侵攻してくるが、大覚屋師真の戦力集中による各個撃破案を採用し、開彭沖で独眼竜正宗を討取る。その後、返す刀で南天軍主力と六紋海で激突。天文を利用した作戦を採用し、両軍に壊滅的な打撃を加え、撤兵させる事に成功する。
正宗死後の智国に言葉巧みに接近し、軍勢を智領全土に派遣し、有名無実となった智王（虎丸）に自害を強要し、事実上智領の併呑に成功する。
その後、比紀弾正公ら歴代の北天盟主が成し得なかった南征に本格的に着手する。それを迎え撃つ南天軍を北京沖で撃破し、首都 大王理をも占拠する。そんな最中、同盟関係を反故にした西羌国により首都 斉王都を奪取されるという事態が発生し、新鋭旗艦「金剛」の単騎駆けという奇策により西羌軍を破るも、斉王都陥落の際の被害で正室 紫紋と大将軍 孟閣を失う結果となる。孟起、雲海の2将軍に西羌進軍を下命し西羌国を滅ぼし、後顧の憂いを絶った竜我は、再び南征主力軍に合流したものの、南天国大都督 姜子昌の首を持参した元智国の将 飛竜の凶刃にあい、刀傷こそ軽いものの毒により一時は危篤状態に陥る。だが、師真達の懸命な努力により銀河一の名医 扶華を呼寄せることができ、その治療で一命を取り留める。
最終決戦で羅候を討ち取り全銀河を統一。三年後、銀河皇帝として即位し天極を都と定める。
特筆すべきは、自分よりも優れた武勇や知謀をもつ英傑達を大勢惹きつけることである。自身もまた、数々の戦役で培った強靭な肉体と、学なき兵卒から君主たる振る舞いを身につける聡明な頭脳、そして天運を併せ持つ。国政においては冷静沈着な面を見せ、部下たちの助言を大事にする。
師団長や太守としての経験から、武官だけでは軍隊や国家が成り立たないことを理解しており、補給担当官を侮蔑する宿将たちを叱責したこともあった。
信念や義理によって自分と敵対あるいは降ってきた者には寛容だが、単に職業意識で牙をむく者や、日和見で降ってくる者には厳しい見方をする。
欠点は、一度懐に入れたものには考えが甘くなることである。特に秦宮括に対しては、その叛意を早くに知りながらも「末弟 公旦のように冷静な状況判断をしてくれる」と信じて南征を優先させてしまう。また、犠牲を少なくするためには非情な策略も用いるが、それで生じる汚名をそそぐことを後回しにする。それゆえ、南天の謀臣たちからは「智王の自害」を絶好の中傷材料にされ、西羌国背信の一因となった。
私的なところでは酒好き、大飯喰らいな面もあって何でも食べるが、きくらげだけは大の苦手。兵卒時代は女に苦手意識があったが、国主になってからは色を知るようになり、後宮に三百人もの女を侍らせる。ただし、紫紋に言わせれば「戯れで女を抱かない」気質で、男性としての愛情は基本的に、紫紋はじめ麗羅、楊尚香、綺羅たち四人の竜我雷夫人と愛妾である梨扇に向けられている。この五人以外の宮女にも夜伽をさせるが、紫紋や麗羅の機嫌を損ねないよう頻度に気を配っている。なお、蘭々のことは「チビスケ」と呼んで妹のように可愛がっているが、愛妾関係だったのかは不明。また「女好き」という評判だが、華玉や神楽、邑峻のような「他人の女」に手を出す描写はなく、相応の節度は持っていたようである。
アニメ版でも基本的な性格は変わらないが、智王（虎丸）を保養地に連れ出して懐柔を図るなど、やや穏健さが増している。プロフィールは年齢18歳、身長172センチメートル、体重55キログラム、趣味はよく斬れる刀を集める事、特技は居合い斬りと設定されている。
＜異聞＞五丈帝国初代皇帝に即位し、都を天極に改めて十数年後に、智海南道で海賊ジャムカ（雷光）の軍勢の動きに頭を悩ませる。一向に戦功の上がらない守備軍に代わり、自ら車騎大将軍 項武と隠居していた元丞相 大覚屋師真を伴い、親征する。始めのうちは軍の指揮を項武と師真に委ねていたが、戦役間際に自らジャムカの前に姿をあらわし、一騎討ちを行い、これを捕らえる。
「竜我」と呼ばれることが主だが、親しい者には「雷」と呼ばれる。「竜王」を名乗って以降は、「竜我」に代わり敵味方問わずそちらで呼ぶ者が多くなる。
紫紋（しもん）
声 - 小山裕香 / 三石琴乃
（阿曹主禅息女→竜我雷正妻→死亡）
旧帝国将官、阿曹主禅の娘。母は帝国最後の皇帝である光輝帝の皇女であり、唯一皇室の血を受け継いでいる。父親が討たれ敗れた後、皇孫であるゆえに五丈に身柄を引き渡される。その後、恩賞として竜我の許に預けられた。
竜我は先陣として父を討ち取った直接の仇であり、それを初対面の際に知るが、同時に情深い部分を見たこともあってか当初から恨みを覗かせることはほぼなく、惹かれ合っていく。様々な境遇を乗り越え深い愛情を寄せ合うようになり、竜我が南京楼の太守として身を落ちつけたことで結婚する。
竜我が五丈王となってからは斉王都に移り住んでいたが、公叔の言に誑かされた秦宮括率いる西羌国の斉王都襲撃時に重傷を負い、最期は駆けつけた竜我と会話を交わした後、麗羅に竜我の事を託して息を引き取った。
亡くなるまでに竜我雷との間に子はできておらず、結局神聖銀河帝国皇室の血筋は絶えてしまう事となった。
「銀河一」と呼ばれるほどの舞踊の名手。麗羅ほどではないが、武芸にも長けている。特筆すべきは、人間的な度量の大きさであり、竜我が自分以外の女に手を出しても、「結局は私のもとに帰ってくるしかない」と揺ぎ無い愛情を寄せる。異性よりも同性の麗羅や蘭々、邑峻、梨扇が惹きつけられる事例が目に付く。また、事務処理能力に長けており、その才能は孟閣に勝る（雷が「（孟閣も含めて）一番早い」と認めている）。
アニメ版では「竜我が父の仇」という背景が強調されており、原作よりも竜我に愛情を寄せる進行速度が遅くなっている。また、竜我に姉 紅玉（正宗）を討たれた虎丸（智王）を説得するエピソードもある。
麗羅（れいら）
声 - 冨永みーな / 熊谷ニーナ
（比紀弾正息女→五丈国主代理→流浪人→竜我雷第二夫人→竜我雷正妻）
比紀弾正の娘。勝気な性格で武芸をたしなみ、紫紋とはよく対立した。その腕前は正宗配下の精鋭コマンドを斬り捨てる程である。当初は弾正から「政治を知らぬ者」呼ばわりされていたが、後に師真から帝王学と権謀術数に長けてることが語られる。独身時代は、美男子を侍らせて乱痴気騒ぎに興じることもあった。
亡き同僚のために禁制の直訴も辞さない竜我雷を「自分が知る高級武官とは一味違う」と注目し、五丈の支配者にしようと画策する。父の死後、骸羅を扇動して五丈国最高評議会を乗っ取り、国主代理となる。これで安心してしまったのか、以後は奢侈にふけって人民を苦しめる。後に骸羅に国を追われ、雲海が潜伏する寺にかくまわれる。この時期に心境の変化があったのか、竜我と再会したときには「末席でもいいから後宮に置いてほしい」と懇願する。
竜我の第二夫人として梵天丸（後の竜貴）を出産する。この前に紫紋との確執を再燃させるが、玄偉の撃退を経て結局は和解する。彼女に対しては、その死後も友情を感じていたようだ。
紫紋の死後、彼女から後事を託された事と男児を授かっていた事もあって正夫人に昇格。雷の死後は二世皇帝の生母として絶大な権力を振るう。その際の辣腕非道な手段により悪女列伝に名を連ねることになる。77歳で天寿を全うし、竜我王朝の世襲制を確実にした功により玉皇太母の名を送られる。
作中後半および異聞における彼女は呂雉のように描写されているが、他の竜我夫人やその子らを謀殺・虐待するエピソードは描かれなかった。
アニメ版では美男子を侍らす趣味がなく、毒気が抑えられている。骸羅には密使を送らず、彼らが乗り込んできた直後に武王都を脱出し、南京楼城に居候する。
楊尚香（ようしょうか）
（民間人→竜我雷第三夫人）
特別編「竜王様の一日」にて初登場。元々は商家の娘で、気が強く、武芸をたしなんでいたが、棒術の稽古中に朝議に抜け出した竜我が現れ勝負を挑むが一太刀も浴びせることができなかった。その後竜我の第三夫人となり、松寿丸を出産する。「弓腰姫」とも称される。
麗羅たちが斉王都から武王都に転居した後、本編にも登場。正妻となった麗羅を差し置いて竜我の寵愛を得ており、最終決戦時には鎧姿で参戦する。唐突に輿入れしてきた綺羅を苦々しく思うが、綺羅本人よりも竜我を「ロリコン」呼ばわりする傾向にある。終盤では実子の松寿丸を次期皇帝にせんと麗羅と睨み合い、綺羅を動揺させた。
異聞では麗羅の息子 梵天丸を可愛がる描写があるが、麗羅からは快く思われない。
綺羅（きら）
（南天国王女→竜我雷夫人）
羅候の妹。和睦の証として、当時14歳の幼さで竜我に輿入れする。「天下人の妻になる」という大願を持っており、兄を軽んじているわけではないが、兄の妻になるわけにはいかないため消去法で竜我を夫と定め、超弩級餃子の中に潜んで竜我と対面した。
男を引きつける物言いを自然に行い、夫と兄の死闘をも受け入れる。
竜我夫人としての序列は不明。竜我を除けば楊尚香としか会話をしておらず、尚香はともかく、綺羅自身は彼女のことを嫌っている様子はない。人生経験の差ゆえか、尚香と麗羅の睨み合いには動揺する事しか出来なかった。
異聞では成長した姿で登場、雷の子を身籠った姿で師真の接遇をこなしていた。
梵天丸（ぼんてんまる）
（五丈国太子→五丈帝国太子）
竜我の長男。麗羅の息子。第二次南征の少し前に産まれる。長じての名は竜貴（りゅうき）。
終盤では幼少期として登場し、まだ幼いながらも次期皇帝としての自覚を持つ一方、麗羅と尚香の睨み合いには弟と共に絶句していた。
異聞では成長した姿で登場。父帝の期待通り穏やかな気質に育ち、異母弟たちから慕われ、尚香はじめ竜我夫人たちから可愛がられている。しかし母親（麗羅）からはその穏やかさが武断的な父には物足りなく映るのではないか懸念されている。
松寿丸（しょうじゅまる）
（五丈国王子→五丈帝国皇子）
竜我の次男。尚香の息子。第二次南征の後に産まれる。長じての名は竜白牙（りゅうはくが）。
兄とは違い、幼くして虎を射止めるほど武術に優れる。性格が違う兄とは衝突することはないが、母同士のいがみあいには辟易している様子。
蘭々（らんらん）
声 - 金丸日向子 / 馬場澄江
（民間人→竜我雷正妻付奥女中→林則嘉夫人）
華玉の妹。李張導師の弟子。紫紋の傍仕えを任され、彼女を強く慕う。当初は紫紋が乱暴者として有名だった竜我に嫁ぐことを案じていたが、竜我の美点に気づき「ライ兄様」と呼び慕うようになる。
南京楼で路頭に迷っていた林則嘉に声をかけ、城で働けるよう口利きした。その後も林則嘉が考えた戦略を起草するなどの一幕もあり、愛情にまで至るような描写ではなかったものの最終的には書状で一方的に結婚を申し出た末、実際にそうなることとなった。
紫紋の死後から林則嘉と結婚するまでの動向は不明。また、竜我からは「チビスケ」と呼ばれて妹のように可愛がられていたが、愛人関係だったのかは不明。
なお、作中で時の経過と共に成長、容貌が明白に変化した、希少なキャラクターである(幼女→少女→女性)。第二次南征の少し前に14歳になり、髪を伸ばし始めた。
アニメ版では、林則嘉よりも太助と会話する場面が多い。また、予知を行ったりと「導師」であることが強調されている。
梨扇（りせん）
（五丈国第一軍団宿将配下→竜我雷正妻付奥女中→戦死）
華玉の部下の暗殺者。華玉の命令で数多くの暗殺をしてきたが、華玉に奥女中として竜我の動きの監視を命じられた後、紫紋らと心を通い合わせた結果、竜我に惚れてしまい殺せなくなる。
その後暗殺者であることを竜我に告げるが、竜我は許し、再び奥女中としての生活に入る。同時に、竜我の愛妾として、かんざしを贈られたこともあった。
しかし西羌国により首都 斉王都を奪取された際、紫紋たちを守るため奥女中としての姿を捨て奮戦するも命を落とす。

#### 新生 五丈国の軍師
大覚屋師真（だいがくやししん）
声 - なし / 矢尾一樹
（民間人→南京楼軍軍師→五丈国丞相兼軍師将軍→五丈国丞相兼大軍師→五丈帝国右丞相→民間人）
南京楼の豪商、大覚屋の子息。史書，経書，兵法，天文，医学に精通した希代の天才。竜我とは君臣の間柄を越えた親友であり、竜我の覇業の最大の立役者でもある。
戦場に縁を持たない商人上がりという性質もあって、敵味方の全てを盤上の駒とし冷徹に策を練られる「理」の人と称されるが、決して情なき人物ではない。
豪商 大覚屋の長男でありながら家業に興味を示さず、放蕩息子として南京楼で毎夜豪遊をする日々であったが、胸の内には「銀河を相手に自分の知謀を試す」という大望を秘めていた。知恵者として名が知れているため、すでに士官の誘いは数多く受けていたが、主と頂くに相応しくないと見て全て断っていた。ある日、街を歩いていた紫紋をナンパしようとして、竜我雷と運命的な出会いをする。当初は紫紋と不倫関係になるのが目的で南京楼城に出入りするが、竜我と天下情勢を論ずることの方に快感を見出していき、竜我の下でその力を振るうことを決断した。当初は最終的に自分が主権を握ることも視野に入れていたが、その思いは消えていき、竜我を天下人にするためなら我が身も惜しまぬようになる。
六紋海合戦では天文を用いた壮大な戦力で、自身にとっての最大の敵と見なした敵方軍師 姜子昌を打ち破る。弟 英真が講和のために独断専行を始めたことに兄弟の情のため長く頭を悩ませていたが、南天国内での内応の計を英真に阻まれた事で非情になる覚悟を決めるも、結局最後まで手にかけることはできなかった。
竜我が皇位についた後も丞相として辣腕を振るうが、丞相府が廃止された事で一公卿に降格する。後に竜我に対し暇乞いをし隠居する。名を上げすぎたが故に平和な時代では疎まれることを示唆され、自身も自覚があったことを描写されているが、一連の経緯の詳細は明かされていない。少なくとも、隠居後も竜我との水魚の交わりは続いていることが異聞にて描かれている。
アニメ版でも基本的な性格は変わらないが、酒よりも射的等の遊戯を好む傾向にある。
林則嘉子明（りんそくかしめい）
声 - なし / 沼田祐介
（民間人→南京楼城下男→南京楼軍副軍師→五丈国軍師中郎将→五丈帝国左丞相→五丈帝国宰相）
五丈国の謀臣の一人。若い頃は風采が上がらず、仕事をさぼって読書しては解雇され続け、無銭飲食に手を染めて投獄された。赦されて釈放されてからも就職できず、行き倒れていたところを蘭々に助けられ、南京楼城内の使用人として雇われる。一ヶ月間、無断で書庫に篭もって読書に没頭していたところを軍師 大覚屋師真により見出され、竜我に帯同するようになる。
当初は師真の陰に隠れがちであったが、金州海会戦では師真不在の本営を見事に統率し、劣勢だった状況を打破する活躍をみせる。竜我王朝成立後は、軍師中郎将として丞相府に在籍し、師真を補佐する。
平凡な若者だったこともあり温厚な人物で穏健派の側に立つことが多いが、軍事に関しては厳正で、だらけた指揮を行った部将を演習中に処刑したり、金角と銀角を天下統一後に処刑する計画に賛同することがあった。また、大覚屋英真の謀殺についても、師真の戦略を妨害したことで愛想をつかしたのかその死を悼んだ様子はなかった。
反面、政治においては総じて強圧的な手法は好まず、智王の自害強要など智国を強圧的な方法で併呑した時は唯一異議を唱えていた。そのため、竜我からは天下統一後における二世皇帝の補佐役にふさわしい存在であると認識されている。麗羅からも「秦公旦と林則嘉の誠実さは疑いようがない」と評されている。
アニメ版でも蘭々に助けられて仕官するが、無銭飲食の前科は無く、単なる無職の青年として登場していた。
キャラクターとしての命名は大覚屋師真とも似ているが、称される時は主に「林則嘉」、そして「林」のみで呼ばれることもあるため、「林」が姓で「則嘉」が名、「子明」が字のようなものと思われる。
如晦（じょかい）
（民間人→五丈国文官→五丈国中護軍大都督，智領全権）
東河の七賢人の一人。田舎で隠遁生活を送っていたが、五丈を併呑した竜我により三顧の礼を持って幕下に迎えられる。竜我に玄偉の討伐を強く勧める。同時に、簒奪者の謗りを警戒する竜我に「易姓革命」を説き、王位に就くことも勧める。
智王に自害を強要する策を前面に立って進め、以後は智領の全権を統轄すべく、五丈本土を離れる。
華玉（かぎょく）
声 - 阿部道子 / 五十嵐麗
（五丈国第一軍団宿将→流浪人→五丈国長吏参軍→大覚屋師真夫人）
蘭々の姉。李張導師の高弟で、五丈四天王 玄偉の腹心。その知謀と妖術を持って玄偉の暗躍を助ける。竜我が南京楼の太守となったのは、竜我を玄偉の障害と見なした彼女の進言による左遷であった。また、玄偉の情婦でもあり、肉体関係を仄めかす描写もあった。
玄偉滅亡後は、大覚屋師真の説得と推挙により竜我の幕下に加わる。第二次南征のさなか、公叔文遠と西羌・南天の内通を察知し、通報する。このことで公叔から逆恨みされ、西羌軍に捕縛された際に、彼に煽られた秦兄弟の命令で、命こそ取られずに済むものの苛酷な仕打ちを受ける。
西羌鎮圧後は、養生のために南天に送られ、扶華を説得するために自刃した師真の介護をする。同時に、師真の弟・英真を南天から救出する方法を模索するが、他ならぬ英真が戦略を妨害したため、師真の立場を守るべく英真誅殺を竜我へ進言する。
なお、最終話にて師真の子を身篭ったことが判明する。

#### 新生 五丈国の軍部

##### 第8海兵団出身者
雲海入道（うんかいにゅうどう）
声 - 佐藤正治 / 島香裕
（一兵卒（兼僧侶？）→五丈国将軍→左将軍→近衛軍総督→民間人）
竜我雷の兵卒時代からの親友。堂々たる巨躯から鉄の錫杖を繰り出す偉丈夫。僧侶としての心得があり、「ナマグサ坊主」と自称している。竜我にとって最も頼りになる豪傑であり親友であるが、竜我が太守になった後は裏方に回る事が多くなる。骸羅政権下では、竜我からの密命を受け、麗羅を守るため武王都に潜入し彼女を救出した。
竜我が五丈王へと即位すると、将軍に迎えられ五丈の戦力の一翼を担う。南天との最終決戦の折、南天王 羅侯との一騎討ちで左腕を失う。戦後、竜我より将軍職をもって慰留されるも固辞し退役、全銀河統一後は諸国を旅する。
初期の頃はなぜか耳が宇宙人のように尖っていた。
太助（たすけ）
声 - 佐藤智恵 / 山口勝平
（一兵卒→軍師直属工作員→丞相直属工作員→爆死）
竜我雷とは同郷で、幼い頃から竜我を「兄貴」と慕い付き従う。子供と見まごうばかりの小柄さが特徴で、機敏に動きながらの戦いを得意とする。銃の名手。雲海同様、竜我が師団長になる前からともに死線を潜り抜けてきた。竜我が太守になる頃には、才を生かした工作員として扱われるようになる。偽帝討伐においては、骸延への反間の計を成功させている。六紋海合戦の折には、南天国の帝虎級戦艦「猛虎」に潜入し内部からの爆破を敢行、南天軍の包囲網に風穴を開ける。しかしその過程で重傷を負い、猛虎と共に自爆する形となった。
見た目に反して、古株中の古株にして丞相直下という立場ゆえか、林則嘉からは「太助さん」、三楽斎からは「太助殿」と、高官たちから敬称で呼ばれている。とはいえ、作中での人間関係は限定的で、竜我と雲海以外の人間と会話する場面は滅多にない。
アニメ版では、紫紋の側近である蘭々と会話する場面が多い。序盤では口ゲンカばかりしていたが、主人同士が近づいていく度に本人同士も仲良くなる。

##### 独立四〇七七重機甲師団出身者
孟閣（もうかく）
声 - 渡部猛 / 同左
（重機甲師団副師団長→第一近衛軍副司令→南京楼軍盟主付き副将→五丈国大将軍→戦死）
独立四〇七七重機甲師団副師団長。新米師団長であった竜我に対して当初は危ぶんでいたものの、南征の時の竜我の活躍を見て信服。以後は竜我軍の宿将筆頭として戦場で活躍すると同時に、師真や三楽斎に対する武官の不満を抑えたりもしている。
竜我が五丈王に即位した時、大将軍に就任。六紋海合戦では息子の孟起と共に奮戦する。
第二次南征の前、乗馬中に落馬した事により留守居役に甘んじるが、公叔の言に誑かされた秦宮括率いる西羌軍に対し実に1/30の寡兵ながら立向かい、西羌軍を翻弄し勝利も近いところまで迫るが、乗艦が被弾して指揮系統が崩壊し敗戦。自身は負傷するも落ち延びた。最後は王宮において秦宮括の降伏の呼びかけに「五丈の将に死する者はあっても降伏する者はなし」と大喝。紫紋や三楽斎を逃がすべく奮闘し、裏切り者の公叔を道連れに火中に没した。
本人は優れた武人だが、武勇よりは統率力が目立っている。また、事務能力も高く、三楽斎が帰順するまでは、竜我陣営の事務を取り仕切っていた。
アニメ版では、竜我が麗羅に監禁された紫紋を助け出すのに協力したり、骸羅に追われる麗羅を助ける竜我に同行して上陸したりと、白兵戦を行う場面が増えている。
鐘士元（しょうしげん）
声 - なし / 長嶝高士
（五丈国武官→南京楼軍武官→五丈国将軍→五丈国前督丞相司馬）
竜我が重機甲師団長着任以来の隻眼の宿将。その武芸は竜我陣営でも五指に入る。勇猛果敢さを買われ、序盤では常に先鋒を受け持った。項武が参入してからは次鋒以下に甘んじるが、将軍として優れた統率力を発揮する。最初は師真のような知性派とはそりが合わなかったが、彼の実力を目の当たりにし信服するようになる。
金州海で一度「独眼竜」を名乗ったことがある（対戦相手には鼻で笑われたが）。
姚文（ようぶん）
（五丈国武官→南京楼軍武官→五丈国将軍→五丈国右軍領兵使関内候）
鐘士元と共に竜我の股肱の臣。武勇に秀でていたが よく書をし、武辺一辺倒ではない一面もある。
姜子昌の月落としの際は見事雷を救出する活躍を見せる。
王権（おうけん）、楊平（ようへい）、劉徳（りゅうとく）、李福（りふく）、大禅（たいぜん）
（重機甲師団司令部要員）
四〇七七師団の幹部で、それぞれ、旗艦金剛の艦長、武器総監、情報総監、参謀長、砲術総監を務める。
原作漫画では早々に出番をなくしたが、アニメ版では中盤まで出番を保ち、竜我に戦略立案の難しさと軍師の必要性を説き、大覚屋師真が起用される下地を作った。
コミックス27巻では王権と李福の両名が弾正による南征時に戦死したと解説されている。
武尊（ぶそん）、備中（びちゅう）
（戦艦金剛乗組員）
弾正による南征時の金剛操艦要員。武尊は操舵手、備中は航行機関手を務める。
装民（そうみん）
（重機甲師団造船総監→南京楼造船総監→五丈国造船総監→病没）
四〇七七師団の造船総監。主に技術方面で竜我を支える。金剛の設計者でもある。
竜我が師団長になったころは一介の師団付き造船総監として振る舞っていた。実は、比企弾正から召し出されて国境に巨砲を設置したこともある。親族の装伯に後事を託し77歳で天寿を全うした。

##### 項家海賊団出身者
項焉（こうえん）
声 - なし / 中博史
（海賊→南京楼軍武官→五丈国将軍→五丈国右将軍→戦死）
もとは戦歴豊かな軍人だったが、軍内の派閥争いに嫌気がさして退役、海賊の頭領となる。南天との国境近くを根城として活動していたが、竜我の度量の大きさに感服して一族郎党共々帰順する。齢70にもかかわらず水を得た魚の如き活躍を見せる。
羅候と独眼竜正宗による二方面からの五丈進行の際に自ら志願し、死兵として僅か1個軍団で羅候率いる練・南蛮連合軍と対峙し、ゲリラ戦を駆使した戦術にて時間稼ぎを為す。この戦で敵将 夏侯獣により討ち取られる。
死後、練王 羅候より五丈大将軍の追号を受ける。
項武（こうぶ）
声 - なし / 園部啓一
（海賊→南京楼軍武官→五丈国将軍→五丈国車騎将軍→五丈帝国車騎大将軍）
竜我旗揚げ以来からの宿将。重さ80斤の大斧を片手で振り回す豪傑である。
血気盛んで思慮を欠く猪武者だが、対西羌戦で初めて大将として一軍を率いて以降、徐々に将としての自覚を持つようになる。
六紋海前哨戦では戦死した父の仇を討つべく奮戦し、南天軍の諸将を次々に切り伏せる活躍を示す。この時、後に妻となる神楽とも刃を交えている。
六紋海会戦のあと、捕虜にした神楽との結婚を強引に進められる。当初は、自身は女性の好みが神楽と正反対なこと、彼女に姜子昌という想い人がいたことから、共謀して破談に持ち込もうと目論むが、姜子昌へ送る餃子を共に作るうちに情が湧いていく。
西羌鎮圧後にようやく心を通わせ、終盤では最低三人の子宝に恵まれた。
＜異聞＞車騎大将軍として海賊ジャムカと対峙する。

##### 国主即位後
装伯（そうはく）
（五丈国武官→五丈国将軍→五丈国偏将軍）
造船総監 装民の息子。ただし単行本の人物紹介では「甥」、最終巻では「養子」と記述されていた。
父に劣らぬ造船技術を習得しており、父の作った巨砲を自走砲艦に生まれ変わらせた。二代目金剛の設計者でもある。後に一軍を任される将となり、南征では慎重な戦運びをする。
孟起（もうき）
（五丈国将軍→五丈国征東将軍→右将軍）
五丈国大将軍 孟閣の息子。六紋海合戦では遊軍を率いて参戦、父と共に活躍する。
西羌国の造反で、斉王都が奪われ、父の戦死の報を聞き自ら志願し竜我に帯同する。その後、雲海将軍と共に西羌国に進行し、これを征討する。
呂朱（りょしゅ）
（五丈国武官→五丈国奮威将軍→五丈国揚武将軍）
ノーヘルメットが多い新生 五丈軍武将のなかで、珍しく兜を被った将軍。
竜我の偽帝討伐戦の際に、骸羅派の太守を殺して南京楼軍に参戦し、その功により奮威将軍に任命される。
鐘才（しょうさい）
（五丈国武官→五丈国鎮南将軍→五丈国前将軍）
郡の下級官吏から鎮南将軍にまで登りつめた苦労人。六紋海合戦の際には後方遮断の任務につき戦功をあげる。
陳群（ちんぐん）
（五丈国将軍→五丈国荷駄奉行）
六紋海会戦にて初登場し、「泥の星」の海峡を機雷で封鎖する任務を受ける。
第2次南征では荷駄奉行を拝命し、大王理占領時に酒を配布するが、以後は登場しない。
呂朱とは少し意匠の異なる兜を被り、髭を生やしていた。単行本の人物紹介に名前と経歴が載ることがなかった、謎の武将。
秦公旦（しんこうたん）
（西羌国王子→五丈国客将→五丈国飛衛将軍→五丈帝国大将軍→五丈帝国元帥）
西羌王 秦馬の子。竜我のたっての懇願で五丈軍の一翼を担うようになる
兄達と比べ軍才に劣り秦宮括からは「文武共にさっぱりで、身体も弱い」と評され、見るからに覇気を欠いた青年だったが、兄弟の中では最も情勢を理解しており、母の皇太后より五丈への反乱を促す書状に対し、天下が安寧へと向かっている最中での乱を起こすことの無為を配下の将に告げ、竜王にも事の次第を余す事無く報告する。五丈の武将達から疑惑の目で見られるが、配下を説得する様子を林則嘉が目撃していたことで、信用される。
竜我が帝位についた際、大将軍に任ぜられる。
＜異聞＞元帥に昇格した彼が登場する。
宋忠（そうちゅう）
（五丈軍将軍→戦死）
五丈軍近衛軍副将、雲海の部下。六紋海の戦いにて「妊娠中の適度な運動」に勤しんでいた邑峻に挑むも一撃で倒された。
張騫（ちょうさい）
（五丈軍武官）
都尉。夷との国境地帯を守る守備隊司令も兼務。交易船団を襲ったジャムカを討伐しようとしたが、策にはまり逆撃を受けた。雷の親征の際、師真の命を受けて項武来襲の噂を流した。
王威（おうい）
（五丈軍将軍→戦死）
五丈軍第三軍の一部を率いる将。皇帝親征による海賊ジャムカ討伐の際、ジャムカに斬り捨てられた。

#### 新生 五丈国の尚書省
三楽斎馬防（さんらくさいばぼう）
（五丈国南京楼駐屯軍司令→南京楼軍留守居役→五丈国尚書令）
南京楼の武将。竜我が南京楼太守に就任するまでは主人運が無く、各任地を転々としていた事から孟閣ら竜我の宿将達にはよく思われていなかった。ただ、彼自身は極めて有能な官僚であり、外交，内政面において竜我を補佐する。竜我が五丈を併呑した際に、新たな行政機構を作り、新機構の初代尚書令の任を受ける。
以後は竜我と師真、孟閣が遠征に出ている間、竜王代理として政権を預かる。南征では孟閣も都に居残るが、守備軍を動かす際に、三楽斎に伺いを立てていた。職制上では孟閣、林則嘉と同格だが、実質、師真に次ぐ五丈家臣団第二位として扱われている。モチーフは蕭何。
鄭衆（ていしゅう）
（武王都太守→五丈国録尚書事代理）
武王都の太守。西羌軍侵攻の際に晏石から諭され、酒と女を送り届けて日数を稼ぐ。その功により、録尚書事代理に取り立てられ、病身の三楽斎の代理として行政を統轄する。
いかにも平凡な人物だが、晏石に諭され感心した際に「守りきればおぬしが第一勲功じゃ」と口にした通りに、竜我への報告の際には自分を差し置いて晏石の功を称えるという公正な振る舞いを見せている。
晏石（あんせき）
（武王都衛兵→斉王都都尉→五丈国尚書令付き主簿）
武王都の一衛兵にすぎなかったが、西羌軍侵攻の際に太守を諭し、武王都死守の一助を果たす。その功で竜我より斉王都の都尉に抜擢される。
斉王都に栄転してからは尚書令 三楽斎の副官となり、主簿として物資補給を取り仕切る。
雷の前で南征における補給の困難さ、それに伴う国内輸送の停滞をあげて撤兵論を諭した。
傅格（ふかく）
（大五丈謀臣→五丈国外交官）
骸延の腹心だったが、骸羅政権崩壊後は竜我雷の幕僚に加わり謀略を駆使する外交官として活躍する。
六紋海の戦いにさきがけて南蛮王国に潜入、諸部族の懐柔などに暗躍していた。その後、羅侯と南蛮三王の切り崩し工作のために勃鞮に近づいたものの、英真に策を見破られ、平民に変装して五丈の陣へ落ち延びた。

#### 新生 五丈国の、その他の家臣
公叔文遠（こうしゅくぶんえん）
（民間人→五丈国軍政司→五丈国廷尉，対西羌外交責任者→死亡）
東河の七賢人の一人。田舎で隠遁生活を送っていたが、如晦と共に竜我の幕下に入り、軍政司を務める。西羌との同盟成立後は廷尉（司法担当の官職）を務めるが、西羌近辺の出身ということで対西羌外交責任者も兼任する。
実は、「覇王を操り天下を取る」という大望を秘めていたが、月日と共に竜我へ心服していく己に気づき、焦りを覚える。「操りやすい覇王」として西羌王 秦宮括に眼をつけ、第二次南征に乗じて首都 斉王都への襲撃をそそのかす。
襲撃はほぼ成功し、斉王都も陥落寸前というところで、立ち塞がって瀕死となった孟閣に捕まり道連れにされる形で燃え盛る宮殿の中に没した。
王福来（おうふくらい）
（五丈国内府→戦死）
竜我が国主即位後に設けた後宮を取り仕切る、宦官の長。彼自身は職務に忠実だが、麗羅に媚びる部下や、浮ついた後宮の女に頭を痛めることもある。また、後宮の全てを所掌しているわけではなく、ライに「女たちとの『例の遊び』に立ち入るな」と言われて引き下がった。

#### 新生 五丈国の民間人
大覚屋英真（だいがくやえいしん）
声 - なし / 岩永哲哉
（民間人→五丈国経済顧問→南天国客卿→南天国侍中→誅殺）
南京楼の豪商、大覚屋の次男。大覚屋師真の実弟。兄の師真からは「他の事は自分が勝っているが、商売に関しては弟の方が優れている」と評され、父より大覚屋の跡取りに指名される。父が病床についてからは大覚屋の実権を握り、五丈経済界のリーダー的存在として経済面から竜我の補佐をし活躍する。
しかし、南京楼が戦場になったのをきっかけに、長引く戦乱で傷つく民衆達を憂い、南北二朝制を主張するようになる。無論、両雄にとっては到底受け入れ難い思想であり、南天へと赴くが、羅候により投獄される。南天軍が南蛮に後退してからは人質としての価値を見出されて、客卿として国政に関わる権利を与えられる。南蛮宰相 勃鞮と南蛮三王による謀反の計画を未然に防いだ功で侍中位を受け、本格的に五丈と南天の和平交渉に着手するが、羅候には和平の意志など一切なく、粛清すべき穏健派をあぶり出す手段としてしか見ていなかった。また、竜我から見れば、南北二朝制という手段に固執し「平和の構築」という目的を忘れた愚行でしかなく、師真からも「近くの理想しか見ていない」と評される。
五丈への和平交渉に訪れた際、毒殺の備えをしていたが手を下せなかった師真に代わって竜我の勅命を受けた衛兵たちに誅殺され、兄に看取られながら生涯を閉じる。
神楽（かぐら）
（練・南蛮連合王妃親衛隊戦車隊長→練・南蛮連合軍大将軍配下→捕虜→項武夫人）
南蛮出身の女将。邑峻の母方の従姉妹。巨躯とそれに違わぬ武勇の持ち主で、邑峻の親衛隊で白象戦車隊を率いていた。モデルは趙氏貞。北伐の際に、想い人である大将軍 姜子昌の軍団に配属される。しかし、武人としての振る舞い等が邪魔をして、傍からは想いを寄せているとは思えない態度になってしまうことが常になっている。
六紋海会戦で五丈の捕虜になり、竜我の命令で項武の妻にされる。当初は互いに結婚を嫌がっていたが、姜子昌に渡す餃子作りをお互いの利のために協力していたのをきっかけに距離を縮めていき、最終的に項武の子を産む。

### 旧 五丈国

#### 比紀家
比紀弾正（ひきだんじょう）
声 - 柴田秀勝 / 飯塚昭三
（神聖銀河帝国左将軍→五丈国主→死亡）
元神聖銀河帝国左将軍。帝国の崩壊と同時に挙兵し、30年あまりかかって北天を統一する。天下統一の為に南天進行を試みるが智の独眼竜正宗（紅玉）の策略と自身の用兵の拙さから撤兵を余儀なくされる。
その後、病の床に臥し、死後避け得ぬ戦乱を防ぐことを第一として、文官筆頭の呂斎に「正宗に国を譲る」としたためた遺書を手渡すが、早まった麗羅により遺書は隠蔽され、呂斎は誅殺される。その知らせを聞いた弾正は吐血し、鎧姿で星空の下に立ち、死去する。享年74。
あくまで力による銀河統一を目指しており、王朝の存在を正当化する玉璽を持ちながらも使用していない。また、血統による王朝存続を軽視しており、皇帝の血を引く紫紋を一兵卒（雷）に与えて皇統を埋没させようとした。
銀河屈指の大権力者に上り詰めたが、戦乱の初期にて親兄弟を朝廷から皆殺しにされたり、我が子たちも妻妾同士の争いで死亡し麗羅しか生き残らなかったりと、家庭的には不遇な面がある。
アニメ版では、死因は刺客による服毒となっている。また、弾正の死に際に竜我が立ち会うこととなる。
元璋（げんしょう）
（民間人？）
偽帝討伐ののち、玄偉が「弾正の弟の孫」と称して連れてきた男。柔弱な、気弱そうな青年。五丈王を宣した雷に対し、玄偉主導の「血統による五丈存続」の材料にされる。弾正が求めた「覇による統一」に反するものとして、師真に斬り捨てられた。
その正体は玄偉に作られた泥人形で、企みが失敗したのちは玄偉の手で処分された。

#### 旧 五丈国の上層部
李張（りちょう）
（比紀弾正軍師→民間人）
比紀弾正の元軍師で弾正の五丈国建国を支える。同時に兵法塾を開き、骸延、華玉などを育てる。
隠居後も易などの予知能力を用いて五丈国の実力者として大きな影響力を持ち、弾正の相談相手となる。
雷が五丈王となってからは雷からも相談を受けることがあり、官位への欲はないものの銀河への影響力は残った。
玄偉が麗羅の腹にいた胎児（のちの梵天丸）と入れ替わろうとした時に立ちはだかり、地面に大穴を開けるほどの術を披露した。
呂斎（りょさい）
（比紀弾正中軍師→尚書→死亡）
五丈国の重臣で、比紀弾正とは旗揚げ前からの付き合い。文官の筆頭であり、武官勢力が強い五丈国にあって四天王と対等に渡り合える唯一の実力者。
正宗に国を譲るという弾正の遺言を預かるが、それを抹消しようとした麗羅に殺害されてしまう。彼の死の報は病の床にある弾正の容態を急激に悪化させた。
鳳鳴（ほうめい）
声 - 仁内建之 / 同左
（五丈四天王→五丈国大元帥→死亡）
五丈四天王筆頭。序列では弾正に次ぐ五丈ナンバー2の地位にある。仮面を被っており、その素顔が出ることはなかった。
性格は冷酷であり、五丈軍の多くの将兵を管理している。玄偉の台頭を嫌い、骸羅、狼刃を抱き込み玄偉の失脚を画策するが、当の二人からは信用されていない。骸羅兄弟の政変時に誅殺される。
アニメ版では旧来の身分秩序を重んじる性格となっており、竜我を登用する弾正と対立するエピソードもあった。
玄偉（げんい）
声 - 遠藤武 / 大友龍三郎
（五丈四天王→五丈国驃騎元帥→西羌国客将→流浪人→死亡）
五丈四天王最後の生き残り。虎視眈々と天下を狙う辣腕の謀臣。容姿は美男子である。
骸羅の政変を察知し、影武者を使って難を逃れる。時の西羌王 秦馬を抱き込み、偽帝討伐の為 挙兵した竜我率いる南京楼軍に参陣する。斉王都にて偽帝骸羅を討ち取る。妖しげな術を用い暗躍するが、大覚屋師真の計略により阻止され、秦馬を見捨てて逃亡する。
後に五丈王宮に侵入し、まだ胎児だった梵天丸の身体を乗っ取ろうとするが、李張導師に蹴散らされ、秦宮括に討ち取られる。
李張によると、玄偉の正体は魑魅魍魎の類であり、最終巻では怨霊の集合体とされた。戦乱が長引けば新たな肉体を得て復活すると、李張から示唆された。
アニメ版では影武者を使わず、骸延の目前で妖術を使い、堂々と逃げおおせる。以後は独自に兵力を蓄え、表舞台に立つことなく陰から骸羅や竜我を妨害する。

#### 第三軍団
狼刃（ろうは）
声 - 山田栄子 / 同左
（五丈四天王→五丈国衛元帥→五丈国驃騎元帥→大五丈左大元帥→大五丈大元帥・武南公→戦死）
知勇兼備の女将。弾正旗揚げ以来の宿将であり、弾正への忠誠は並々ならぬものがある。竜我の才能を早くから見抜き、師団長に大抜擢しており、竜我からは親にも等しい情を抱かれるようになる。
弾正の南天進行時には自ら先鋒を買って出て、竜我に先陣を任せる。麾下の第三軍団を率い勇戦奮闘するが、独眼竜正宗の奇策に陥り、補給を絶たれ撤退を余儀なくされる。戦後、その責任を問われ打首となるところを玄偉の諫言により降格処分ですむ。
弾正死去後、竜我に南京楼赴任を勧め、時を待つよう諭す。骸羅のクーデターにて「天下を二分しよう」という骸羅の誘いに表向き乗ることを選び、驃騎元帥に就任。骸羅が帝位に就くと、軍の最高峰である左大元帥に就任。同輩の骸山戦死後は軍最高司令官である大元帥に就任。偽帝討伐の為、挙兵した竜我の南京楼軍と金州海で激突し、軍を打ち破られた末に竜我との一騎討ちにも敗れ、燃え盛る炎の中に身を投げた。
武官でありながら冷静な状況判断ができ、大覚屋師真からは「四天王のなかでは一番まともで、そのまま五丈の頂点に立ってもよかったぐらいだ」と言われる。しかし弾正および五丈への忠義ゆえ、五丈という国の維持を第一として骸羅に従うことを選ぶこととなり、その末には南京楼軍を率い敵対した竜我に天下人たる資格を認め、弾正の下で果たさんとした天下統一の夢を託した。
蒲生（がもう）
（五丈国第三軍団副将→大五丈宿将→爆死）
狼刃の副将。竜我雷と戦う狼刃を思いやる。金州海の戦いで爆死する。
僧関（そうかん）
（五丈国武官）
狼刃の部下。第一次南征の際、狼刃に命じられ4個師団をもって軍団の側面を守備した。
興起（こうき）
（五丈国武官）
狼刃の部下、名前のみの登場。それなりに名が売れており、正宗は当初、興起が先鋒を任されていたと考えていた。
周韓（しゅうかん）
（五丈国武官）
狼刃の部下。弾薬が欠乏しかかっていることを狼刃に報告した。

#### 旧 五丈国の臣民
張伏（ちょうふく）
（五丈国武官→刑死）
五丈軍による第一次南征の際、補給全般の責任者となる。南征失敗後に責任を問われ死罪となった。
張州（ちょうしゅう）
（五丈国文官）
城付の文官。正宗の強襲作戦の後、雷と紫紋を引き合わせた。
翔鶴、瑞鶴（しょうかく、ずいかく）
（麗羅付女官→死亡）
両名とも麗羅に従う腹心の女官で密偵も兼ねる。偽詔勅の時には紫紋を捕らえ拷問し、弾正死後は骸羅へ密証を届けた。太常府のクーデターの際に麗羅を守るものの矢で射られ死亡。
朱金将（しゅきんしょう）
（南京楼太守→誅殺）
竜我が赴任する前の南京楼太守。大覚屋をはじめとする二十六人の豪商達に郡の行政を丸投げし、自分は彼らからの賄賂で酒色に溺れていた。
新太守として赴任してきた竜我を排斥しようと企むが、逆に「南天への内通者」として誅殺される。
アニメ版でも同じ役回りだが、こちらは追放されるだけで済む。
大覚屋曹真（だいがくやそうしん）
（民間人→死亡）
南京楼・二十六人の豪商達の代表格。師真と英真の父。
優れた商才を発揮して富を築いており、一方で大覚屋の家が師真のしがらみにならぬよう勘当を言い渡すという息子への気遣いも見せている。反面、新太守の竜我を「武断主義の堅物」と決め付け軽んじていたこともある。
竜我が旗揚げする直前に持病を患い、英真に店の経営を任せていた。羅候の北伐で店を失い、その心労から体調を悪化させて息を引き取った。
王威（おうい）
（五丈廷臣→死亡）
五丈に長らく仕える老臣。官職は不明。骸羅が新宮殿の造営資金を得るべく旧主比紀弾正の墓から副葬品を持ち出そうとしたことに堪忍袋の緒が切れ、他の廷臣たちの前で面罵、骸羅に頭を握りつぶされる。その後遺体は臼に放りこまれ、杵でつかれた。
楊華（ようか）
（王亭太守→刑死）
ライによる骸羅討伐軍へ真っ先に馳せ参じた。骸羅討伐後は高く賞されると思っていたが、大して優遇されず、それが不満で不貞腐れていた。
五丈軍が再建されると兵三万五ＯＯＯの指揮を任されるが、訓練中にも関わらず飲酒してだらけた艦隊指揮を行い、「（軍規では）怠軍にあたる」として処断された。

### 大五丈

#### 骸羅一族
骸羅（がいら）
声 - 内海賢二 / 玄田哲章
（五丈四天王→五丈国車騎元帥→五丈国大元帥→五丈国太常府→大五丈皇帝→戦死）
南蛮の血を引いている虎頭の、身の丈2メートルの巨漢。夏侯家と同じく全身に毛が生えている。狼刃と共に弾正旗揚げ以来の宿将であり、五丈軍一の猛将で各地を転戦する。
比紀弾正亡き後、対立していた鳳鳴と玄偉（影武者）を斬り、麗羅を立てて全権を掌握する。以後は大元帥、太常府（大元帥と太政大臣を合わせた官職）を経て、のちに帝位を僭称し、悪政を極め、五丈の民に塗炭の苦しみを強いる。竜我雷の率いた南京楼軍により戦略的劣勢に追い込まれ続け、最期は完全に打ち破られた後、妖術をあやつる玄偉に討たれる。
四天王のうち唯一自分の下に留めた狼刃とは四天王時代から対立し合っていたが、自身の皇帝僭称後ですら未だ無二の戦友として認めており、敗死の報を受けた際には信じられず狂乱し、心から仇討ちを望むほどだった。狼刃にも憎からず思われており、最期に骸羅への言伝を竜我に託すほどであった。
骸山（がいざん）
声 - 江川央生 / 茶風林
（五丈国第三軍団宿将→大五丈右大元帥→戦死）
骸羅兄弟の次兄。無双の剣の使い手で各地の戦場を駆けた骸羅軍きっての猛将である。
竜我率いる南京楼軍討伐の為、旅順に出陣するが、大覚屋師真の奇策により麾下軍団が混乱状態に陥る。最終的には竜我との一騎討ちにより討取られる。
骸延（がいえん）
声 - 置鮎龍太郎 / 森川智之
（五丈国第三軍団宿将→五丈国軍師兼軍監→大五丈丞相・呉景公→斬首）
骸羅兄弟の末弟。武勇に長ける兄ふたりとは異なり、華玉と共に李張導師の教えを受けた知恵者であり、知によって骸羅を助ける。
弾正死去後、麗羅を担ぎ出し五丈中枢を乗っ取る。その後、練国との秘密裏に軍事同盟を締結し、独眼竜正宗の失脚をも画策する。骸羅の親政中に丞相に就任する。骸羅政権下では唯一竜我を警戒し、排除を試みるが失敗する。やがて大覚屋師真の反間の計により妻子を骸羅に惨殺されたうえ失脚する。本人は虜囚となるに留まり、後に反間の計の存在が認められて放免とされるが、そのときには正気を失っており戦力とはならなかった。
南京楼軍の砲撃の余波で正気を取り戻すが、華玉に攻撃され、師真に捕縛される。骸羅の死後、過去の遺恨はあれど才を買った竜我に仕官を持ちかけられるが、名を重んじて死を選び、項武の手で斬首される。
作者の同人誌で描かれたエピソードでは、武辺者である兄たちと違ってインテリ故の気弱な部分もあり、謀略に生きる自身が幸福を求めることを躊躇う一面があった。骸羅から世話されて娶った妻・唐香に励まされて前向きになる。

#### 大五丈の重臣
馬元宇（ばげんう）
（大五丈武官、旅順要塞指揮官→戦死）
大五丈の武将。旅順要塞の大火力と骸山率いる増援艦隊の連携で南京楼軍に対抗しようとするが、骸山からの督戦状を受け、援軍到着を待たずして迎撃を始める。
なお、右大元帥である骸山のことを、何故か「将軍」と呼んでいた。
敵に数倍する戦力を持ちながら敗色濃厚となり、旅順要塞に立て籠もるが、撤退先の旅順要塞ごと火攻めにされ焼死した。
呂公（りょこう）
（大五丈武官→戦死）
旅順要塞指揮官である馬元宇の副将。骸山による南京楼軍との督戦状を受け、先陣を買って出る。項武軍とぶつかり合うがあっさりと陣形を食い破られ、項武に一刀のもとに斬り捨てられた。
武倒国（ぶとうこく）
（大五丈宿将）
大五丈の武将。同輩達が竜我を恐れる中、ひとり志願して撃退に出る。
一応は主君である骸羅に逆らう竜我を「逆賊」よばわりするが、反対に「今は戦国の時代だ」と言われ、返す言葉をなくす。
アニメ版では、「第七団団長」という肩書きで登場。
陳承（ちんしょう）
（大五丈右将軍→刑死）
大五丈の武将。丞相派と対立しており、彼らが押し立てる骸延を「大五丈の私物化を目論んでいる」と疑う。それゆえ、太助の工作に引っかかって、骸延を南京楼軍への内通者として告発した。後に骸延の無実が発覚し、骸羅から「車裂きの刑」を言い渡される。具体的な描写は無いが、最終巻にて「刑死」の記述あり。
アニメ版では、「情報参謀」という肩書きで登場。
西豹（さいひょう）
（大五丈右大臣→辞職）
大五丈の重臣。節度ある人物で、骸羅に反感を持つ官吏たちを危険な宮中から遠ざけておいた。後に、勝利した竜我に官吏たちの名簿を献上し、彼らと「東河の七賢人」の登用を進言する。
竜我から新政権への参加を進められるが、「自分もまた、大帝（骸羅）のもとで民を苦しめたことに変わりはない」として固辞する。

#### 五虎将軍
白鬼（はっき）
（大五丈征西将軍→戦死）
狼刃が金州海で竜我を迎え撃つ為に西羌国境より呼び寄せた「五虎将軍」の一人。
王政（おうせい）
（大五丈鎮西将軍→捕虜→僧侶）
五虎将軍の一人。金州海で項焉に捕えられ、五虎将軍唯一の生き残りとなる。後に竜我に、僧侶になって戦死者たちを弔うことを勧められる。
亮厳格（りょうげんかく）
（大五丈牙門将軍→戦死）
五虎将軍の一人。五虎将の中で、もっとも勇猛であったが、金州海で鐘士元に討ち取られる。
武庸（ぶよう）
（大五丈安西将軍→自害）
五虎将軍の一人。激戦の後、自ら首を斬る。
魏相如（ぎしょうじょ）
（大五丈平西将軍→戦死）
五虎将軍の一人。敵兵を出来るだけ討ち取ることを武人の本分とし、自害よりも突撃を敢行する。

### 神聖銀河帝国
光輝帝（こうきてい）
神聖銀河帝国最後の皇帝。彼が崩御した事により帝政は事実上、崩壊する。
阿曹主禅（あそうしゅぜん）
声 - 田中康郎 / 沢木郁也
（神聖銀河帝国将官→佐倉城主→戦死）
神聖銀河帝国将官。比紀弾正とは帝国軍での同期。紫紋の父。
神聖銀河帝国皇帝の娘を妻としており、その娘（紫紋）が生き残ることで皇帝の血筋が残ることに安堵していた。
北天統一を目指す弾正に最後まで抵抗したが、竜我に討ち取られた。
三条（さんじょう）
（神聖銀河帝国左大臣→自害）
神聖銀河帝国左大臣。帝国崩壊後は公家たちの中心になり、弾正から資金援助を取り付け、帝都 斉王都の朝廷を維持してきた。
弾正の南征失敗を機に、弾正討伐と帝室復活を目論む。しかし、抱き込もうとした玄偉に利用され、竜我率いる討伐隊に斉王都を滅ぼされる。
法権（ほうけん）
（五丈国斉王都駐屯職→誅殺）
五丈軍の斉王都駐屯職。人一倍出世欲が強く、将軍職を報酬に三条一派の軍門に降る。
テレビアニメ版では、元・五丈四天王候補という背景が追加された。

### 練国（南天連合）

#### 羅家
羅候（らこう）
（練国太子→練国国主・南蛮国王→南天王→戦死）
練国国主 羅鶴の嫡子。父親は兎頭人身だが、羅候自身は虎の耳を生やしていることから、母親似だと思われる。
父が五丈四天王 狼刃に討取られた後、練国の兵権を継ぐ。
当初は智国の従属下にあったが、次第に勢力を拡大する。南蛮国の王女 邑峻を娶り、地盤をさらに強固なものとする。智国の北伐の際に正宗の叔父 丁儀の手引により南天閣を奪取、幼い虎丸を智王に祭上げ正宗失脚に成功する。南蛮王の死後、その兵権をも受継ぎ、練、南蛮2国の盟主となり南天に揺ぎ無い地位を築く。
天下統一を実現すべく大軍団を率いて北伐を行う。六紋海で五丈と対峙するが、敵軍師 大覚屋師真の奇策に陥り、大敗を喫する。この後、多くの勇将や邑峻と死別したことで情緒不安定になるが、龍緒の激励や、実は生きていた邑峻の生還を受けて、大軍団の再建に乗り出す。
五丈の南征の際、二国共存を提案した竜緒を更迭する。さらに、大将軍 姜子昌の戦略を却下し、反対を押し切り自ら出兵するも惜敗し、南蛮国に撤退する。大軍団再建のために、南蛮国から膨大な物資を吸い上げようとして反感を買う。
追い詰められ、講和の動きがみられるようになっても徹底抗戦の意志は最後まで変わらず、再度五丈との決戦に打って出るが大勢を変えるには至らず、最期は一騎討ちを受けた竜我により討取られる。享年27。
竜我とは一武将だった時点で対面し一目置いてはいたが、その後与り知らぬうちに自身を阻む群雄にまでなったことで膨らんだ関心を抑えきれず、使節団の一員を装って忍び込み、お互いに試すべく刃まで交えるという無茶を行ったこともある。
序盤では竜我と対を成す英雄として描かれ、同様に血気盛んであるが度量の大きさを示すエピソードもあった。竜我が君主としての非情な側面を深めていくのに対して、南天王になってからは傲慢さが目に付き、北伐の際は五丈国民の虐殺・奴隷化をけしかけていた。以後も些細な理由で重臣を誅殺あるいは更迭しては自軍を弱らせ、負けるたびに姜子昌や龍緒に慰められてようやく立ち直る。
第22巻・巻末特別書き下ろし＜竜王様の一日＞のおまけ＜南天王様の一日＞では、竜我が真面目に政務（朝議と勉強は除く）をこなすのとは対照的に、政務そっちのけで朝昼晩通して邑峻と飲酒・惰眠するばかりとなっていた。
羅鶴（らかく）
（練国国主→戦死）
羅候の父。兎頭人身の男。妻については不明だが、嫡子の羅候が虎の耳を生やしていることから、虎耳の女性であることだけは確かである。
比紀弾上の南征の際、家臣 姜子昌の反対を押し切り南天連合に参加する。五丈四天王 狼刃と対峙し奮戦するが、勢いを止める事が出来ず狼刃に討取られる。
邑峻（ゆうしゅん）
（南蛮国王女→練国国主夫人→練・南蛮連合王妃→南天王妃→死亡）
南蛮王 琥瑛罵洲の一人娘。父親は虎頭人身だが、邑峻自身は兎の耳を生やしている。
羅候とはもともと許婚の仲であった。練国と南蛮との連携を強化する為に羅候の許に輿入れする。北伐にも同行し、身重の体でありながら大鉈を振り回し大奮戦する。
六紋海で行方不明になるが、五丈軍に保護され、紫紋のもとに居候し友情を交わす。羅候の子を出産した後、練国へ帰還する。同行してきた大覚屋英真の和平工作に協力するが、羅候の天下統一への決心が固いことを知り、和平を断念する。
首都 大王里を放棄（の擬態）する姜子昌の戦略に猛反対し、結果として都落ちの一因となる。南蛮国に落ち延びた後も、実家たる南蛮王家より羅候を偏重し、仲介の労をとることはなかった。
最期は五丈に降ることを勧める羅候の意見を良しとせず死を選び、羅候によって最期を迎える。
軽挙な傾向が強く、上述の大王里放棄の策の取り下げ以外にも、隷属化した智の離反を招いたりと、彼女の行動が南天連合の滅亡の原因の一つとなった面は否めない。
羅候の子たち
（南天王子→誅殺?）
邑峻が紫紋のもとに居候している間に産んだ、羅候の子。五つ子の男児。
羅候の死後、近習に連れ出されるが五丈軍に捕縛される。「虎の子は虎、虎が五人ともなれば敵わない」と考えた竜我により誅殺の命が下った。
羅真義（らしんぎ）
（羅家一門、南天連合徐家溝守将→捕虜→南天連合武官→戦死）
羅候の一族。しかし羅家に見られる虎耳・兎耳は有していない。五丈の第二次南征の緒戦、撤退命令を無視し、徐家溝にて秦公旦軍と激突。しばらく虜囚にされていた。
最終決戦の直前、羅候を挑発すべく、右耳を削がれて南天軍の元に返される。屈辱をはらそうとする意気を羅候に買われ、新鋭艦 武王虎を預かるが、武運つたなく戦死する。
羅幕赦（らばくしゃ）
（羅家一門、南天国武官→自害）
羅候の一族の長老。羅候の召集命令で一族郎党を引き連れて南蛮で合流する。老齢ゆえか戦闘そのものには参加していなかった。最後の突撃を図ろうとする羅侯に天守の扱いを任され、油をまいて火をかけたあと自害する。

#### 練国（南天連合）の武官
姜子昌（きょうししょう）
（練国将軍→練国大都督→練・南蛮連合大将軍→南天連合大将軍→死亡）
練国きっての名将で、羅候とは竹馬の友である。武芸は項武と互角、策謀は師真と互角、そして羅候への忠誠心は比類なく、五丈軍の南天攻略における最大の障害の一つと目されていた。また、宮廷女官たちの噂になるほどの美形でもある。
比紀弾上の南征迎撃に際し先主 羅鶴に南天連合への参加に異を唱えた事により蟄居謹慎させられていたが、羅候の代になり大都督に就任する。独眼竜正宗による銀河統一を阻止すべく画策し、幼王 虎丸を立てて正宗を失脚に追い込む。
北伐の総大将として3,000万の軍勢を率いて五丈に挑むが、大覚屋師真の「空城の計」「水攻め」により敗退する。
その後の北京沖会戦では、見栄を重んじた邑峻に首都 大王理放棄（の擬態）を反対され、羅候から地位を剥奪される。それでも羅候を見捨てず、自己嫌悪に陥る彼を激励する。
西羌謀反を鎮圧した竜我に対し、首都星たる大王理とその住人すべてを犠牲とする秘策「月落とし」を敢行するがすんでのところで逃げ切られ、自身も蹄庖らの犠牲で脱出。その後、五丈の大捜索で逃げ場を失いつつも呼び寄せた飛竜に自らの首を託すことで竜我暗殺を目論み、飛竜の手で生涯を終える。
彼の死を知れば激情に駆られるという判断から、龍箇に抑え込まれてたとはいえ主戦派を含め誰一人羅候と邑峻に真相を語れず、半年以上経って宰相に復帰した龍緒が兗興に促されてようやく羅候に知らされ最終決戦へと向かった。
原作漫画版では黒髪だが、アニメ版ではなぜか金髪になっている。
兗興（えんこう）
（練国武官→南天連合後方予備軍司令官→南天連合公卿首座）
まだ練が智国の従属下だったころに登場し、虎丸を人質にとることを進言する。羅候暗殺を目論む夏侯兄弟を包囲した部隊の指揮官として、姜子昌の台詞に名前が出てきた後は登場しなくなる。単行本の人物紹介によると、後方予備軍の指揮にまわされていた。
姜子昌亡き後に、羅候の公卿首座として再登場。最期は自らが羅候の身代わりとなり五丈と一戦を交え、その隙に羅候が逃走することを献策するが、誇りを重んじる羅候により却下されるものの、見事に斬り死にをして果てる（直接的に死んだ描写はない）。
決して無能な人物ではなく、「忠義深い人物」として描かれている。反面、猜疑心が強く狭量な性格から、国力を維持・強化することよりも羅候の歓心を得ることに血道をあげがちになる。その結果、主君を窮地に追い込む亡国の参謀と化している。
蹄庖（ていほう）
（練国参軍校尉→練・南蛮連合大将軍側近→南天連合大将軍側近→戦死）
南天の若き武将で、姜子昌の片腕的存在として活躍する。優れた容姿と立て板に水の弁舌で外交的謀略に暗躍する。西羌国を動かし五丈首都を急襲させる事に成功する。
姜子昌の「月落とし」作戦の際、殿軍として姜子昌の撤退を助けるが、その戦いで戦死する。
アニメでは暴走した玄偉に憑依され反乱を起こし紫紋を殺害するも孟閣によって殺されるという全く異なる最期を迎える。
夏侯獣（かこうじゅう）
（南蛮国将軍→練・南蛮連合車騎将軍→戦死）
狼頭人身の老将軍。南蛮国の重鎮だったが、練・南蛮連合成立に伴い、羅候の臣下となる。
北伐では中軍の主将として参戦するが、六紋海会戦で羅候の退路を確保するために戦死する。
夏侯才（かこうさい）
（南蛮国武官→練・南蛮連合鎮軍将軍→戦死）
夏侯獣の息子。夏侯牙の弟。狼頭人身の男。南蛮国の武官だったが、練・南蛮連合成立に伴い、羅候の臣下となる。
北伐では先鋒軍の主将として参戦するが、五丈軍の軍師たちが考案した「帝虎攻略法」にはまり、六紋海会戦の前に戦死する。
単于（ぜんう）
（練国将軍→練・南蛮連合都護将軍→誅殺）
南天軍の武将。北伐では先鋒軍の左部将として参戦する。
姚文からの猛撃を恐れ、左腕を切り落とされながら逃亡する。羅候のいる本営まで逃げおおせるが、敵前逃亡の咎で誅殺される。
胡雷（こらい）
（錬国将軍→練・南蛮連合平寇将軍→戦死）
熊頭人身の男。南天軍の武将。北伐では先鋒軍の右部将として参戦する。
項武との一騎討ちで脳天を割られ、死亡。
牛魔王（ぎゅうまおう）
（練・南蛮連合輔国将軍→南天連合驃騎将軍→戦死）
牛頭人身の男。南天の武将。
北伐では中軍の部将として参戦するが、六紋海会戦で敗れて辛うじて生き延びる。牛鬼と牛邪王という二人の息子がいたが、両名とも孟閣に討ち取られている。その後、国境守備の任につき、要塞帯を建設する。
竜我率いる第二次南征軍を迎え撃つが、師真の奇策によって爆死する。
武芸は人並み以上のはずだが、女と侮って難癖をつけたことが原因で神楽からアルゼンチンバックブリーカーを食らってしまったことがあり、それ以来、神楽を苦手にしている。
濮陽骨（ぼくようこつ）
（練・南蛮連合冠軍将軍）
竜頭人身の武将。北伐では中軍の武将として参戦。
呂朱（りょしゅ）
（練・南蛮連合軍武将→戦死）
猪頭人身の武将。濮陽骨の副将。上司からは武芸を信用されており、北伐の際に項武へ一騎討ちを挑むも、一刀のもとに斬り捨てられた。
火徳星（かとくせい）
（練・南蛮連合虎牙将軍→戦死）
南天軍の武将、閻魔大王を思わせる風貌の持ち主。北伐では中軍の部将として参戦する。太助の破壊工作で搭乗艦将虎を爆破され、死亡。
牙双邪（がそうじゃ）
（練・南蛮連合撫軍将軍→戦死）
南天軍の、右目を眼帯で覆っている猫頭人身の武将。北伐では中軍の部将として参戦する。
将虎の爆発に巻き込まれ、死亡。
金角（きんかく）
（練・南蛮連合鎮護将軍→南天連合鎮護将軍→五丈国将軍→戦死）
一本角を生やした紫髪の男。南天の武将。銀角の兄。
北伐では右軍として参戦するが、六紋海会戦で敗れて辛うじて生き延びる。その後、智領奪取の任につくが、五丈軍の介入により失敗する。
北京沖会戦前に、姜子昌が遠ざけられたことで将来に不安を感じ、南天内部の切り崩しを図った五丈に寝返る。ただし、天下統一後には裏切りを是とさせないための見せしめとして誅殺される腹積もりとなっていた。
最終決戦時に、羅候が座乗する超・帝虎級戦艦「機神」の砲撃を受けて戦死する。
銀角（ぎんかく）
（練・南蛮連合討逆将軍→南天連合討逆将軍→五丈国将軍→戦死）
一本角を生やした黒髪の男。南天軍の武将。金角の弟。
北伐では左軍として参戦するが、六紋海会戦で敗れて辛うじて生き延びる。その後、智領奪取の任につくが、五丈軍の介入により失敗する。
北京沖会戦前に、姜子昌が遠ざけられたことで将来に不安を感じ、兄に引きずられるかたちで五丈に寝返る。
最終決戦時には、戦死した兄の敵討ちに燃え、羅真義と相打ちになる。
座仲淹（ざちゅうえん）
（練・南蛮連合武官→南天連合武官）
鳥頭人身の男。五丈からの第二次南征に備えて兵糧奉行に任じられた。
後に大王里放棄の策を取り下げる羅候を諌めるが失敗に終わる。
陵何（りょうか）
（練・南蛮連合武官）
犀頭の将軍。龍諸の密命を受けて魚鳥目の一族を誅殺、その領民・領地を崩壊させた。

#### 練国（南天連合）の文官
龍緒（りゅうしょ）
（練・南蛮連合参謀→練・南蛮連合丞相→南天連合宰相→民間人→南天連合宰相→民間人）
龍頭人身の老爺。夏侯獣と共に琥瑛罵洲、羅候の2君に仕えた老臣。実質的に練国の宰相職にあり、法令、兵法などに造詣が深い。北伐では、首席参謀を務めた。種族の能力か強烈な火を吐くことができ、乱心する羅候を諫めるため「100年ぶり」に用いたことがある。
北伐が失敗してからは軍の再建に力を注ぐが、英真の和睦策を聞き、穏健派筆頭として五丈との対応に慎重論を唱えるようになった。このことで羅候から怒りを買い、宰相職を一時剥奪される。
龍一族は三代にわたり政治の要職を輩出してきた家であったが、慎重派であったことと強すぎる影響力から、英真の和睦策がきっかけとなり羅候の手で龍一族の粛清が行われる。彼のみ生きて羅侯のもとに引き出されるが、「自分も殿も国に仕える者である」「国のために死ねと言うなら従う」と論じた結果、「辛口」の重臣も必要だという羅侯の意向で宰相職に復位させられ、権限は抑えられたものの元鞘に戻る。程なくして当時の主戦派筆頭 兗興の手の者に襲撃されるが負傷するに留まり、決戦に随行できなかったため練国滅亡後も生き延びる。
龍箇（りゅうか）
（南天連合内大臣→自殺）
龍緒の長男。官を辞めた龍緒に代わって宮廷内をまとめていた。
五丈との和睦の使者として竜我の本営を訪れ、羅侯の妹・綺羅との縁談や領土の大幅な割譲を提示し、林則嘉と交渉する。具体的な描写は無いが、「自殺した」ことが孟起から言及された。
麟（りん）
（龍一族）
龍緒の孫娘。祖父の指示で英真の補佐を行ううち、彼に惹かれるようになる。
やがて英真の子を妊娠、粛清も逃れて生き延び、統一後男子を出産し父と同じ名をつけた。
魚鳥木（ぎょちょうもく）
（練・南蛮連合文官→練・南蛮連合礼部尚書→練・南蛮連合宰相代理→誅殺）
魚頭人身で恰幅のよい男。南天の水族の文官で、北伐では次席参謀として龍諸の補佐を行った。
練の捕虜は殺して南蛮の捕虜は厚遇するという師真の離間の計と、出身地が五丈の近辺であったことが災いし、大敗のため心穏やかならぬ羅候に疑心を持たれ誅殺される。さらにその死は謀反を起こした罪とされ、残った一族及び領土も苛烈な処遇を受け五丈シンパへの見せしめに利用された。
大公老（たいこうろう）
（練・南蛮連合文官→南天連合文官）
魚頭人身で痩せ型の男。北伐では次席参謀として龍諸の補佐を行った。
五丈の第二次南征に対し、大王里放棄の策を取り下げる羅候を諌めるが失敗に終わる。

### 南蛮王国
琥瑛罵洲（くえいばす）
（南蛮国王→死亡）
南蛮国の王。邑峻の父。
「南蛮」と呼ばれる銀河南部辺境にて大国を治めるだけのことはあり、度量の広い人物。乱世において血統への拘りは愚策と考え、娘婿である羅候に南蛮国の王位を相続するよう薦めた。
杵臼（しょきゅう）
（南蛮国王子→南蛮国王→誅殺）
琥瑛罵洲の長男。邑峻の弟。
本来なら琥瑛罵洲の後を継ぎ南蛮国王になるはずだったが、血統よりも器量を重んじる父の意向を汲み、義兄・羅候を南蛮国王とすることに同意した。以後は共同統治者として王位を授かり、南天連合成立の際には、構成国の王として南蛮国を弟たちと共に治める。
練から落ち延びてきた羅候を表面上は快く迎え入れるが、南天軍再建のために無理難題を吹っかける羅候や、そんな夫を諌めようとしない姉に反感を抱く。弟たちや勃鞮と結託して羅候を放逐しようと目論むが、英真からの密告で失敗し誅殺される。
杵如（しょじょ）
（南蛮国王子→南蛮国王→焼死）
琥瑛罵洲の次男。邑峻の弟。
血統よりも器量を重んじる父の意向を汲み、義兄・羅候を南蛮国王とすることに同意した。
練から落ち延びてきた羅候を盟主と仰ぐことに早くから疑問を呈してきた。兄弟や勃鞮と結託して羅候を放逐しようと目論むが、英真からの密告で失敗し、放火された宮殿にて焼死する。
慶克（けいき）
（南蛮国王子→南蛮国王→焼死）
琥瑛罵洲の三男。邑峻の弟。
血統よりも器量を重んじる父の意向を汲み、義兄・羅候を南蛮国王とすることに同意した。
練から落ち延びてきた身でありながら偉そうにする羅候を苦々しく思う。兄たちや勃鞮と結託して羅候を放逐しようと目論むが、英真からの密告で失敗し、放火された宮殿にて焼死する。
勃鞮（ぼってい）
（南蛮国宰相→刑死）
南蛮国の宰相。元は練国の重臣だったが、杵臼ら三王の統治力を案じた羅候から御目付け役として派遣された。
練国家臣と南蛮家臣の対立を纏めることも出来ない羅候を見限り、五丈に買収され三王と結託して羅候を放逐しようと目論む。しかし、英真の密告で失敗し処刑される。
龍緒と異なり常に安全圏にいたため、根性に欠けている。少しばかりの拷問で謀反計画の詳細を話し、羅候を呆れさせた。
夏侯牙（かこうが）
（南蛮国武官→自害）
夏侯獣の息子。夏侯才の兄。
羅候の南蛮王即位に反対し、弟と共に暗殺を企てる。結局は練軍に包囲され、自分よりも智勇に秀でた弟の命をつなぐべく、全責任を負って自害する。
黄獅（こうし）、魔昂（まこう）、四木金星（よんもくきんせい）
（南蛮国部族長）
南蛮で最大の三大部族である、虎力族、西海竜族、紅孩族の族長。
竜我雷の第二次南征の際に竜王を盟主とした新南天部族長会議に参加を拒否していたが、西羌滅亡と雷の怒りを知り慌てて恭順を示す。一族誅殺も覚悟のうえで雷の陣へ赴くが、恭順拒否をあっさりと許されたことにより、五丈への忠誠を誓う。

### 智国（南天）
独眼竜正宗（どくがんりゅうまさむね）
声 - 鶴ひろみ / 高島雅羅
（智国国主代理→智国大将軍→戦死）
先代正宗公の息女。本名は紅玉。卓越した戦略眼と行動力で智国を南天の盟主国にのし上げる。その名を聞けば弾正、骸羅、羅候、竜我でさえも恐れるほどの女傑。
父の死後、弟 虎丸に代わり智国の国政を握り、父の名「正宗」を受け継ぐ。
比紀弾正の南征を頓挫させた後、南天諸国を併呑し、事実上の南天統一を成し遂げる。しかし、この時点で大覚屋師真からは「優れた武将ではあるが組織者としては失格」と見切られていた。
五丈が政変で軍事力を低下させると、北伐を敢行する。この際、叔父 丁儀はじめ自国の宮廷官吏や従属させた練国を侮り、造反への対策を怠ってしまう。
北伐の最中に、姜子昌の姦計で国内造反が勃発。虎丸が正式な智王となったため、国主代理を降ろされ、権力を失する。
智と練の関係が悪化しだすと智王（虎丸）を羅候の許より奪還し、夷近海で亡命政府の樹立に助力する。しかし激務が祟って病を患って余命わずかの身となり、自身の死後に智の未来はないという焦りから失地回復のために頻繁に軍を動かす。五丈領の廃棄軍港を占領するが、総攻撃を受けて万事休すとなり、瀕死の身で竜我の前に立って言葉をかわし、そこで力尽きた。
「とうに女を捨てた身」としつつも、最期に竜我に対して「ただ一人惚れた相手だった」と告白している。竜我も「教えを請いたかった」と言うほど敬意を持っていた。
「異聞」では、夢の中で竜となって自分の寝所に来た竜我と肉体関係を持ち、不思議なことに子供（のちのジャムカ）を身籠ったことになっている。
なお、本キャラは真鍋譲治がスターシステム的に扱うキャラであり、初出は「DORA」のカダフィというキャラが該当する。
飛竜（ひりゅう）
声 - 原亜弥 / 緒方恵美
（智国国主代理付副将→智国大将軍付副将→智国衛将軍→智国左先鋒中郎将→死亡）
独眼竜正宗の右腕にして知恵袋の女将軍。姜子昌の学友でもあり、二人だけが知る深い感情で結ばれている。
正宗の死後、宮中では正宗の寵愛の反動を受けて孤立していた。智王虎丸に正宗の遺業を成し遂げることを直訴するが、その際に伝えた正宗の遺言を悪い方に取られ、わずかな自尊心をも打ち砕いてしまった。
虎丸の死後は南天を放浪し、姜子昌の自宅に寄宿する。北京沖会戦の少し前に再度旅立つ。
月落としが失敗した姜子昌に呼び出され、その策に涙ながらに従い、彼の首を手土産とし油断を誘うことで竜我雷暗殺を画策する。刃は届いたものの軽傷しか与えられず返り討ちに遭うも、刃に毒を塗っており、一時は死を覚悟させるまでの状態に至らしめたが最終的には回復されてしまった。
討たれる前に雷から「正宗から何も学んでいない」とこれまでを酷評され、死後に元・智国典医の扶華からも「虎丸を『正宗の弟』としか見ず、自害強要に追い込まれる隙を作った」人々の代表格扱いされた。
アニメでは正宗の親衛隊長として登場。正宗の死に付き従う形で炎上する戦艦の中へ消えていった。
虎丸（とらまる）
声 - なし / 阪口大助
（智国太子→智国国主→自殺）
独眼竜正宗こと紅玉の実弟。幼名は虎丸。本名は紅膳。姉の命により練国との修交のため、羅候と義兄弟の契りを結ぶ。正宗が北伐を敢行した際、彼女の失脚を画策する練国の姜子昌に「虎丸殿が即位すれば、正宗が国主代理の重責から解放される」と唆され、智王に祭り上げられる。
即位してからは、「君臣のけじめ」と称して正宗と対面させない叔父 丁儀や、北伐にかまけて面会を断る羅候の姿勢から、自分が利用されたことに気づく。偽帝骸羅の死後、正宗の手引きで羅候のもとから脱出し、夷近海で亡命政府を樹立する。
亡命政府では正宗の補佐もあって、そつのない統治を行っていた。彼自身は軍事行動に意欲的でなく、五丈と練の疲弊を待ってから失地回復すべきと考えていた。
正宗の死後は、廷臣たちから何かと正宗と比較・失望されることに嫌気が指し、後宮に引きこもり酒と女の日々を送る。僅かに残っていた天下取りへの志も、飛竜より姉の遺言を伝えられた際に「智王に天下の覇者たる器があれば補佐せよ。それがなかったなら五丈に降るのだ」という言葉を悪い方向に受け取り投げ出してしまい、竜我からも「役に立ちそうにもない」などと散々扱き下ろされていた。
国土を南天連合に荒らされたあげく、救援に来た五丈により併呑され、自らは竜我により、智王の位を放棄するか、自害かの選択を迫られる。心を入れ替えて働くと訴えるものの、位以外のすべてを奪われた今ではその言葉に何の意味もないことを理解させられ、自害を選んだ。
死後に扶華から、竜我に比べて家臣に恵まれなかったこと、それが死を招いてしまったことを憐れまれていた。
なお、蘭々と同様、作中で時の経過と共に成長、容貌が明白に変化した、希少なキャラクターである(幼児→少年→青年)。
アニメ版では、正宗の死後に、早いうちから竜我に引き取られる。当初は姉を喪った悲しみと竜我への怨みに囚われていたが、玄偉一派の撃退を経て、竜我に心を開く。以後は良き同盟国の王として描かれ、原作漫画版に比べると扱いがよくなった。
儒李（じゅり）
（智国文官→死亡）
独眼竜正宗直属の文官。宮廷官吏と不仲な正宗にとって貴重な「国政を統べられる人材」である。南京楼との関係も深く師真を勧誘したこともある。
練国の叛乱の際、蹄庖によって殺害される。
アニメ版では正宗の参謀長として出番が多い。
武尊（ぶそん）
（座王都都督→戦死）
智の首都星を守る武将。
王華（おうか）
（座王都守備隊指揮官→戦死）
座王都の守備隊指揮官だが、本星が陥落しても降伏を拒否し要塞内で徹底抗戦を行い戦死する。
丁儀（ていぎ）
（智国文官→死亡）
正宗と智王の叔父にあたる。智王の後見役を自分ではなく正宗を選んだ先代王と、女でありながら自分を下に見る正宗に対して憎悪を抱いている。
北伐による正宗不在を好機として五丈（骸延）の策に乗り練と共謀してクーデターを起こす。しかし五丈軍の追撃がなくなったため孤立し、次に練（姜子昌）の策に乗って虎丸を智王に即位させ、正宗の影響力を削いでいった。
練国と連携しつつ智を併呑させようとしたが、正宗が虎丸を連れて出奔する際に飛竜に斬り殺された。
斉遠（せいえん）
（智国武官→戦死）
智国に仕える老将軍。独眼竜正宗の北伐の際は留守居役を務めていたが、練国の叛乱の際に羅候との一騎討ちに破れ死亡する。
アニメ版では、正宗の北伐に参戦し、竜我と激突する。
座楽、修理（ざらく　しゅうり）
（智国武官）
五丈軍による第一次南征の時、逆撃時に各自7個師団を率いて孟・趙両国と連携しつつ骸羅軍を攻撃した。
峰索（ほうさく）
（智国武官）
五丈軍による第一次南征の際、正宗の先鋒として10個師団を率い五丈本隊に詰め寄った。
浪平（ろうへい）
（智国武官）
五丈軍による第一次南征の際、正宗より遊軍として敗残兵狩りならびに捕虜収容を命じられた。
天詳（てんしょう）
（智国官吏）
虎丸が智王に在位していた当時の官吏。正宗（紅玉）の才能に心酔していた。決起を求めて正宗を訪ねるものの堕落した擬態を真に受けて落胆、自刃して果てた。
趙晋（ちょうふ）
（智国武官）
正宗危篤の折、真っ先に五丈に降伏を唱えた。「智に人なし」と言われる中、智の幕僚の中では冷静な判断の出来る現実主義者。しかし後ろめたさから来る焦りから五丈との会戦では判断を誤り、艦隊を完膚なきまでに殲滅され、死亡する。
紅孩士（こうがいし）
（智国宦官→誅殺）
智の宦官筆頭。当たり障りのない接し方で智王の憶えもめでたいが、その実、保身の為には主人や娘すら平気で切り捨てる佞臣。正宗死後は自身の安泰のため、智王を骨抜きにして羅候に差し出そうと企む。
義娘共々「南天への内通者」として捕縛される。具体的に刑死した描写は無いが、27巻の解説には「雷によって誅殺された」との文がある。
彩姫（あやひめ）
（智王寵姫→刑死）
紅孩士の養女。精神が不安定になりがちな智王を癒し支えようとするが、彼女の行動が図らずも智王を貶めていくことになる。
義父共々「南天への内通者」として連行される。その後、故人となった智王や秦兄弟と共に竜我の悪夢に出てきている。
扶華（ふか）
（智国典医→町医者）
智王の侍医。立場上、正宗や智王の、家臣には見せない人となりを知る。
智国滅亡後は町医者として診療所を開く。大覚屋師真から、飛竜の毒刃で死に瀕する竜我の手術を依頼される。主君を自害させられた怨みから、当初は断っていたが、師真の命をかけた説得に動かされて五丈軍本陣へと赴く。
竜我を外科手術したあと、師真から報酬を提示されるが固辞する。そして、この間に竜我を想う五丈家臣の姿を見たことで「智には五丈のように主君と心通わす家臣はいなかった。智王を自害させたのは竜王だが、それを招いたのは、智王に冷たかった自分達家臣だろう」と言い、竜我への怨みを捨てた。

### 明国（南天）
雷神（らいじん）
南天の雄、明国の当主。プライドが高く傲慢で、力をつけてきた智国の正宗をライバル視し、表向きは協力しているものの裏では南天の覇権をめぐって策謀を巡らせている。その一方で臆病な面もあり、ライの猛攻へ反撃するよう正宗から要請されても応じなかった。
弾正南征を跳ね返した余勢を駆って智に侵攻するが返り討ちにあい、国の滅亡と運命を共にした。
座苞（ざほう）
明の将軍。血気にはやる雷神に対し賢明に讒言するが、逆らった罪で手打ちにされてしまう。

### 孟国（南天）
剛志（ごうし）
孟国の国主。南蛮の血を引いているらしく、竜頭であった。明国滅亡後、正宗の軍門に降り、智の一将軍となる。

### 趙国（南天）
曹州（そうしゅう）
趙国の国主。
弾正の南征で骸羅軍と激突、討ち取られる。

### 西羌国
秦罵（しんば）
（西羌王→戦死）
銀河西方の西羌国の国王。
五丈とは長年に渡って衝突を繰り返し、その鎮圧に手を焼いていた比紀弾正が五虎将を国境守備に当てる事で、ようやく動きを押さえた。五虎将亡き後、再び野心を燃やし亡命していた玄偉の進言もあり五丈侵攻の軍を興す。
秦起（しんき）
（西羌王国将軍）
西羌王 秦罵の弟。
悪い意味での役人肌で、甥の秦宮括を五丈に売り渡して王座に就こうと企む。しかし、林則嘉からは「竜王は身内を売る者を好まない」として捕縛される。
秦宮括（しんていかつ）
（西羌王国太子→西羌王→戦死）
西羌王 秦罵の嫡男。西羌国一の豪傑である。
父に甘言をもって近づいた玄偉を嫌い、遠ざけるよう進言するが逆に父の怒りを買い、謹慎させられる。秦罵が竜我の手により討たれると叔父の秦起と共に五丈への復仇戦を挑み、五丈傘下の項武と激戦を繰広げる。
戦後、竜我に畏れを抱き心服して五丈と講和を結び、竜我にも信を置かれていたが、公叔の言に唆され、再び五丈に戦いを挑む。斉王都奪取には成功するものの、南天侵攻より反転してきた竜我率いる部隊に破られ、竜我との一騎討ちにて斬死。享年34。
最期に竜我と対峙した際には、反逆の理由を「俺も皇帝になりたいからだ」と叫び、野心を抑えられぬがゆえの行動と認めたが、李張は竜我に「おぬしの野心がそう言わせた」という仮説を投げかけている。
秦壮架（しんそうか）
（西羌王国将軍→戦死）
西羌王 秦罵の次男。西羌国では兄 宮括に次ぐ豪傑で、弓馬に長けている。
斉王都奪取の後、武王都攻略の指揮を執るが、武王都から贈られる酒と美女に溺れて日数を無駄遣いしてしまう。結局これが竜我率いる部隊の反転を許してしまう事になり、自身も戦死させられた。
秦横車（しんおうしゃ）
（西羌王国将軍→戦死）
西羌王 秦罵の三男。兵法に深く通じている。
武王都攻略の指揮を執る次兄 壮架の補佐を務める。十日にわたり酒宴を続ける次兄に諫言するが、逆に言いくるめられて渋々酒宴に参加したことが原因で次兄と共に戦死する。
西羌皇太后（せいきょうこうたいごう）
（西羌王国皇太后→死亡）
西羌王国皇太后で秦宮括、壮架、横車、公旦の母親。
夫を殺された恨みを忘れられず、竜我を成り上がりと見下してもいた。その情緒過多ぶりを蹄庖と公叔に利用され、宮括を強引に自立へ追い込み五丈討伐をそそのかすも、宮括ら三兄弟は討ち取られて目論見は大失敗に終わり、怒涛のごとく殺到する五丈軍に怯えた領民に討ち取られ、その首を五丈へ差し出されるという因果応報の如き最期を遂げる。
万殷寂（ばんいんじゃく）
（西羌相氏）
西羌では著名な占い師であり、皇太后お気に入りのアドバイザー。政治上の重要な決定に関わったこともあった。
皇太后に呼ばれ出仕するが、皇太后に大凶の相を見てとり、さらには無謀な出兵をすることを聞かされたことで皇太后の死を予見。当たり障りのないことを言って皇太后の機嫌をとった後、安全のためにその日の内に都から姿を消した。

### 夷
ジャムカ
幼名雷丸。もと智の国主、独眼竜正宗と雷の子。正宗の子であることに誇りをもち、夷の支援を受けながら夷・旧智領の近辺で海賊をしていた。
智の国土回復、王権復帰を目指していたが、雷の親征によって軍は壊滅、自身も雷に捕らえられるが、人間として成長することを望んだ雷（ならびに師真）によって夷の地への逃亡を許された。
逃亡より15年後、夷にて強力な王朝を打ち立てた（と判断できる説明がある）。
名前は、チンギス・ハーンと最後まで戦ったジャムカから、または同作者の別作品「怒涛!ジャムカの大冒険」の主人公・ジャムカの流用だと思われる。
ヤハイラ
もと智の武将。五丈との戦いに際して雷丸を連れて夷に逃れるよう正宗に託された。雷丸の父親についても知っており、捕縛され、皇帝（父親）の前に引き出されても「（父親は）銀河一の大うつけ者」と言い放つ胆力の持ち主。
イノ
夷の地にて雌伏の時を過ごしていたジャムカの世話をしていた少女。ジャムカより1歳年上。「オネショの後始末までした」とからかうのが好きらしい。海賊時代にも付き従っていた。金兜魔王との交渉役も兼ねる。
ジャムカを異性として少なからず意識しており、師真に「（ジャムカに）早く子を作れ。な、娘（イノ）」と言われ、覿面にうろたえた。
ダカン
夷にある国の宰相。かつての智国とも親交があったことから、五丈軍襲来に際しジャムカに夷に向かうよう進言したが容れられなかった。
金兜魔王（きんかんまおう）
智と夷の国境付近を根拠とする海賊。かなりの戦力を有するが、指揮官としては低能。正宗が智の実権を握っていた頃は夷に逃げていたが、雷によって銀河が平和になった頃に舞い戻ってきた。
ジャムカと同盟を組み、智領奪取に参画するが、その目的はジャムカの持つ兵力・財産であって、行動理念は野蛮な海賊の範囲から一歩も出るものではなかった。
五丈との戦いの前に師真と密約を交わし内応を約束、戦いのさなかにジャムカ艦隊を背後から撃った。

## 登場する艦艇
作中に名前が出てくるのは、基本的に戦艦（艦隊旗艦含む）のみ。第一次南征時は駆逐艦、輸送艦、潜水艇、護衛空母、艦載機なども登場したが、すぐに戦艦のみの戦闘に変化した。
コミックス10巻程度までは五丈以外の国の艦艇が一定せず、練の一般軍艦が4巻と6巻と12巻以降で意匠が全く異なるほか、正宗が羅候に虎丸を押し付けるために乗艦していた高速艦が虎丸退艦前後（コミックス5巻、26ページと31ページ）で外観が異なるなど、混乱が見られた。

### 五丈国（北天）
五丈の戦艦は艦首の顔及び衝角をのぞいて宇宙戦艦ヤマトの主力戦艦に構造が似る。ただし骸羅軍五虎将の旗艦は練国戦艦に似た外観を持つ（艦首の意匠が違う）。くわえて初期の戦艦には舷側に装甲板を取り付け艦橋周辺に砲塔を集中配置したものもあったがすぐに登場しなくなった。
巡洋艦は戦艦の砲塔部に装甲がかけられ武装が減っているが、装甲板の陰になっている部分（武装がないはずの部分）から砲身の先端部だけが見えるなど、一部矛盾があった。駆逐艦は智の軍艦とかなり艦形が似る。
金剛（初代）
雷が最初に師団長として乗艦した真紅の準弩級戦艦(通常の戦艦とは舷側の意匠が異なるほか、武装も強化されている)。後の五丈艦隊総旗艦となるが、六紋海合戦で轟沈する。
アニメ版： 艦首に、大口径の実体弾砲「轟雷砲」を持つ。
扶桑
4077師団所属の戦艦。南天軍の攻撃を耐え、金剛とともに生き残るも、損傷が著しく破棄された。
山城
4077師団所属の戦艦。第1次南征の際に敵戦艦3隻と戦い、戦闘不能となった。
妙高、足柄
4077師団所属の重巡洋艦。第1次南征の戦いで大破した。
秋月
4077師団所属の駆逐艦。第1次南征で直撃弾を受ける。
大和、武蔵
両艦とも第一次南征によって消耗した4077師団に新たに配備された戦艦。新たに徴兵された新兵が乗組員のため、簡単な射撃訓練でも的を外し、あまつさえ金剛を誤射してしまうという醜態をさらした。
金剛（二代）
初代金剛が六紋海合戦で轟沈したため、新造。初代を遥かに凌駕し、定遠級をも凌ぐ性能を有する。軽快な運動性と五丈随一の速度が特徴。また、初代金剛の弱点でもあった指揮・通信機能も強化されている。艦首部に大口径の「艦首砲」を装備している。
回天
六紋海合戦のおり、金剛に代わって一時 雷の旗艦となる。
無名艦（巨砲艦）
比紀弾正存命中に呼び出された装民の手により築造され、五丈・南天国境に据えられた永久砲台を使用して建造された決戦兵器。その艦主砲の威力は、帝虎級戦艦の第二装甲板まで貫通させるほどのもの。
威海洋
比紀弾正の乗艦にして旧 五丈国総旗艦。通常戦艦をはるかに超える艦体に、戦艦の艦首を2基並列して装着している。
定遠（初代）
五丈四天王 狼刃の旗艦。コミックス1巻では智の大帝山に似た、3巻では二代目金剛に似た外観の、通常戦艦を超える巨大さを持つ艦。弾正による南征時、撤退の際に囮となり、羅候率いる艦隊に撃沈された。
定遠（二代）
偽帝骸羅討伐の軍を挙げた雷を迎撃するために出陣した狼刃の旗艦。威海洋と同等の巨大戦艦で、威海洋・鎮遠とは異なる艦首装飾をもつ。
鎮遠
五丈四天王 骸羅の旗艦。骸羅の皇帝即位に伴い威海洋と同等の巨大戦艦に変更される（威海洋、定遠とは艦首の装飾が違う）。

### 練国（南天）
基本的な艦形は水上艦に似るが五丈艦艇より直線的でエアインテークも隠れるように配置されている。
南蛮には戦艦に匹敵する大きさを持つ海洋獣（外見は智国戦艦に酷似）がおり、それに装甲をつけて艦として操るという説明があったが、南蛮を併呑した練が海洋獣艦を用いたという描写はない。
帝虎級戦艦
南蛮を併合し国力が増大した練が建造した、700万総トンになんなんとする排水量を誇る銀河史上最大級の戦艦。外観は五丈戦艦と類似点が多い。
三胴型艦体によるその舷側装甲は強靭で、五丈軍の戦艦の通常火砲では至近距離からの砲撃でも打ち破れないほどの強度を誇る。
武装は中央艦体に3連装砲塔12基4連装砲塔2基、左右艦体にそれぞれ3連装砲塔4基、加えて各艦体艦首に大口径砲1門と、姜子昌が「1隻が1個軍団に匹敵する」と豪語するだけの戦闘能力を有する。
北伐前に12隻が建造されたが六紋海の会戦でそのほとんどが失われる。六紋海の会戦後に更に3隻が完成したが、西羌との同盟の見返りに提供される。
改 帝虎級戦艦
帝虎級戦艦を更に巨大化した戦艦。合計4隻が建造された。ただし、帝虎級と外見上の差異はない。
耳をそがれ雪辱に燃える羅真義に1隻（武王虎）が与えられ、最終決戦の序盤にて破壊力を遺憾無く発揮した。
機神（超 帝虎級戦艦）
羅候が銀河統一を前提に建造していた陵墓を改造し最後の決戦に投入した超弩級戦艦。城壁や居住区域らしきものも確認されており、戦艦というより要塞である。
帝虎級のそれを上回る艦首主砲をガトリング式に連射することができ、これにより金角の乗る帝虎級戦艦を一撃のもとに屠った。その鉄壁の防御力で五丈の精鋭を悩ませた。

### 智国（南天）
弾正による第一次南征時には、明をのぞく南天軍が智国と同じ意匠の軍艦を用いていた。艦種を問わず、徳利を縦に割って曲線部に砲塔を配置したような外観。大帝山の直衛として双胴艦も配備されている。智国駆逐艦と潜宙艦は全勢力全艦種を通じて唯一魚雷に相当する装備を有する。また、正宗による北伐時には明国から鹵獲したと思われる空母も随伴している。
大帝山
正宗の乗艦する南天艦隊総旗艦。艦体中部上面に3連装砲塔9基を配置、1斉射毎の攻撃力は帝虎級に次ぐ（後に艦橋構造物を取り囲むように再配置された）。主砲の門数に対し揚弾装置が少ないため、継戦能力に劣るという欠点を持つ（智国艦艇に共通する欠点）。
駆逐艦
小型の船体に大推力エンジンと多数の武装が施されており、敵艦に突撃しつつ雷撃を行う。反面、居住性は皆無であり、長時間の作戦には不向き。
潜宙艦
潜水艦に相当する艦種で、主に偵察や通商破壊などを行う。智国のそれは旧日本海軍の甲標的をモチーフとしたデザインとなっている。

### その他の勢力
明国（南天）
南天のほかの国と違い、五丈（北天）の流れを汲むと見られる艦体の戦艦を用いる。ただしそのデザインは五丈のものより2世代は古いと思われ、艦首部も顔ではなく通常のラムであった。
それ以外の艦は智国戦艦に似るが、智国のそれよりも湾曲部がなだらかで武装も少ない。武装を外し飛行甲板を増設して空母として運用している艦もある（作中で唯一、空母として登場した軍艦である）。
西羌（北天）
五丈とも南天諸国とも違うデザイン体系を持つ。東南アジア王族の御座船に武装を施したような（城塞に近い）デザインとなっており、砲塔は塔のように見える艦橋を取り囲むように設置され、舷側ならびに艦首には固定式の大砲が並ぶ。
海賊ジャムカ（夷？）
諸国の軍艦とも全く違う設計思想によって造られている軍艦。古代ギリシャのガレー船に外部装甲板と大砲と艦橋構造物をつけたものと言えば近い。加えて艦首部に鬼瓦と思しき装飾がある。大砲は艦橋鐘楼前にあるものを除いてすべて固定式で、その大きさによって舷側配備大砲が5門から12門と差があった。
ジャムカが乗る旗艦は通常のものより大型で、艦首大砲は3門（通常は2門）、艦橋鐘楼にも大砲が配備されている。
金兜魔王（南天？）
今まで登場した全ての勢力の何れにも合致しないデザインの軍艦を使用している。その艦形はトップをねらえ! NeXT GENERATIONに登場する海賊船ライクーダを世界観に合わせてアレンジしたように見える。配備されている砲は、両舷側に連装砲塔2基、合計4基8門、艦首砲1門の合計9門。

## 作中年表（原作）
元魔3年
神聖銀河帝国皇帝 光輝帝が崩御する。
太悟元年
五丈の属国、夏巾国が南天の支援を得て叛乱を起こす。比紀弾正は骸羅将軍を反乱鎮圧に派遣した。
紀霊元年
比紀弾正が400万の軍勢を持って王朝残党の一掃にとりかかる。
佐倉国主 阿曽主禅、五丈軍の竜我雷により討取られる。
智国の将 独眼竜正宗が戦勝祝中の武王都を急襲する。
竜我雷、狼刃の推薦により兵卒から第三軍団直属の独立4077重機甲師団長に就任する。
比紀弾正、正宗襲撃の7日後に南征の大号令を発する。総兵力4個軍団＋弾正の直轄軍1,800万人、戦闘艦艇18万隻の大艦隊で出撃する。
五丈第3軍団、座王都を占拠するも撤退する。
智国、孟国・趙国・明国併合
紀霊2年
旧帝国左大臣の三条、五丈政権の転覆を図るが 玄偉率いる第一軍団により鎮圧される。
比紀弾正、病に倒れる。
竜我雷、第一近衛軍騎都尉に昇格する。
比紀弾正死亡。享年74。
五丈四天王の鳳鳴，玄偉，骸羅，狼刃を元帥に昇格させ、協同統治体制に移行する。
竜我雷、南京楼の太守に就任する。
骸羅が比紀弾上の娘 麗羅を抱き込み五丈を乗っ取る。この時、鳳鳴と玄偉を殺害する。
後に玄偉は替え玉であった事がわかる。
狼刃元帥、骸羅より五丈艦隊の全権を任される。
智の北伐（練の謀反により頓挫）、智王即位。
練・南蛮連合成立。
宣魏元年
五丈国大常府 骸羅が皇帝を僭称、元号を宣魏と改める。
竜我雷、五丈鎮南将軍に任命される。
竜我雷、紫紋と結婚。
五丈国鎮南将軍 竜我雷が偽帝討伐の為、出兵する。
竜我雷、金州海にて狼刃元帥率いる軍団と交戦、苦戦の末に打ち破る。
骸羅が興した大五丈国が崩壊する。
安康元年
竜我雷、五丈王を称する。自らの尊号を「五丈の竜王」とする。
玄偉・西羌による乱。西羌王秦馬、竜王に討ち取られる。
西羌、五丈に進軍。五丈・西羌同盟成立。
安康5年
独眼竜正宗、開彭沖にて陣没する。（異聞では安康2年となっている）
竜我と羅候が六紋海で激突する。
元五丈四天王 玄偉、李張老師と秦宮括の手により討たれる。
安康6年（作中では正確な年代が語られていない）
竜王の嫡男、梵天丸(後の竜貴，二世皇帝)が誕生する。
五丈・智、陶谷関にて会談。智王と共に五丈軍智領へ進軍。
智王虎丸自殺（病死と公表）
五丈、智国を併合。
安康7年(作中では安康4年となっている)
8月 竜王が第二次南征を開始する。
大覚屋英真、羅候に五丈との和睦停戦を唱えるが、逆に捕らえられる。宰相 龍緒は罷免される。
五丈軍と南天軍が北京沖で激突する。
南天軍は首都 大王理を放棄する。
五丈国との友好関係にあった西羌国が反旗を翻し、五丈首都 斉王都を強襲する。五丈国大将軍 孟閣、戦死する。
竜我雷、西羌国に奪われた斉王都を金剛単艦で奪回。竜我雷正室 紫紋、死亡。西羌国王 秦宮括、斉王都攻防戦の後に斬首される。享年34。
竜我雷、西羌が起こした乱の鎮圧3日後に斉王都を出発する。雲海、孟起の両将軍に西羌征討を命令する。
姜子昌、南天国首都 大王理を使って竜王謀殺を謀るが失敗する。
姜子昌、自らの首を飛竜に託し竜王暗殺を試みる。
竜我雷、飛竜から受けた刀傷（仕込毒）がもとで一時 重態となるが、名医 扶華の治療により全快する。
安康9年
大覚屋英真、五丈国と南蛮国宰相 勃鞮との謀議を掴み羅候に上奏する。勃鞮と南蛮国三王（杵臼，杵如，慶克）は羅候の命により討たれる。
羅候は英真を謀反摘発の功により侍中位につける。
大覚屋英真、南天王に五丈国との和睦を上奏する。
龍緒、英真の和睦案を助成するため秘密裏に五丈国丞相 大覚屋師真と会談する。
南天国内大臣 龍箇、和睦交渉のため五丈国を訪れる。
大覚屋英真、進まぬ和睦交渉に苛立ち自ら副使として五丈国を訪れる。
10月 大覚屋英真、竜王の命により誅殺される。
南天王 羅候、国内の和睦派を一掃する。
龍緒が羅候の命により、南天国宰相に復位する。
南天国大将軍 姜子昌の国葬が行われる。
南天王 羅候、竜王との一騎討ちの末 討ち取られる。享年27。
竜王、南天王 羅候の遺体を王侯の待遇で葬り、廟を建てるよう命じる。
安康11年（作中では正確な年代が語られていない）
竜王、南方巡遊
安康12年
3月 竜我雷が皇帝に即位する。新しい都を天極に定める。
安康16年（作中では正確な年代が語られていない）
五丈国より丞相職が廃され、大覚屋師真が丞相の任を解かれる。これにより、五丈皇帝による親政が始まる。
安康20年（作中では正確な年代が語られていない）
竜貴（幼名梵天丸）、立太子の儀によって名実ともに太子となる。
安康22年（作中では正確な年代が語られていない）
海賊ジャムカ、旧智領を跋扈。南帝閣を占領しようとするが、皇帝親征により項武軍に敗北した。打ち首の予定だったが皇帝と軍師の計らいにより夷の地へ落ち延びた。
安康37年（作中では正確な年代が語られていない）
夷にて強力な王朝が成立。初代皇帝はジャムカ（と推測できる説明がある）。

## テレビアニメ
1994年4月8日から1995年3月31日までテレビ東京他にて放映された。全52話。
アニメ化以前にカセットブック版も存在しており、雷役は太田真一郎が務めている。後にテレビアニメで雷役を演じる檜山修之は名もない兵士役であった。
角川書店・メディアワークスのお家騒動の真っ只中に放送されたため、原作者の真鍋譲治はアニメ化について「角川のバカ兄弟（角川春樹・歴彦）がケンカしたせいで身売りされた」と激怒。同時にアニメを「クソの様なアニメ」「関係者全てに死刑宣告」などと酷評しており、2020年現在も再放送やDVD・BD化がされていない。海外ではDVD化はされている。
ナレーターは沢木郁也。

### スタッフ
- 原作 - 真鍋譲治
- 監督 - 奥田誠治
- シリーズ構成 - 鳥海尽三→早坂律子
- キャラクターデザイン - 高鉾誠
- メカニックデザイン - 寺岡賢司
- 美術監督 - 中村光毅（デザインオフィス・メカマン）
- 音楽 - 和田薫
- 音響監督 - 本田保則
- アニメーション制作プロダクション - イージー・フイルム
- 製作 - テレビ東京、SofTX

### 主題歌
いずれも作詞は森由里子、作曲・編曲は和田薫による。
「雷伝説」
谷本憲彦によるオープニングテーマ。
「夢化粧」
佐々木真理によるエンディングテーマ。

### 放映リスト
| 話数 | サブタイトル               | シナリオ            | コンテ       | 演出       | 作画監督   | 放送日        |
| ---- | -------------------------- | ------------------- | ------------ | ---------- | ---------- | ------------- |
| 1    | 銀河の風雲児               | 鳥海尽三            | 奥田誠治     | 小林孝志   | 高鉾誠     | 1994年 4月8日 |
| 2    | 美貌の独眼竜               | 鳥海尽三 藤本さとし | 高木真司     | 高木真司   | 橋本勝巳   | 4月15日       |
| 3    | 出撃! 4077部隊             | 鳥海尽三 荒島晃宏   | 松園公       | 松園公     | 菊池城二   | 4月22日       |
| 4    | 勝利への突入!              | 鳥海尽三 伊藤健司   | 渡辺純央     | 大町繁     | 小林勝利   | 4月29日       |
| 5    | 決死の脱出作戦             | 鳥海尽三 荒島晃宏   | 高村彰       | 高村彰     | 渡辺純央   | 5月6日        |
| 6    | なぐりこみ戦艦             | 鳥海尽三 藤本さとし | 小林孝志     | 小林孝志   | 橋本勝巳   | 5月13日       |
| 7    | 狼刃を救え!                | 鳥海尽三 荒島晃宏   | 九十九十一   | 則座誠     | 高鉾誠     | 5月20日       |
| 8    | 北天に嵐吹く               | 鳥海尽三            | 高木真司     | 大町繁     | 小林勝利   | 5月27日       |
| 9    | 裏切り者を追え             | 鳥海尽三            | 小林孝志     | 小林孝志   | 菊池城二   | 6月3日        |
| 10   | 捨て身の救出作戦           | 鳥海尽三 伊藤健司   | 高村彰       | 高村彰     | 渡辺純央   | 6月10日       |
| 11   | 弾正暗殺!                  | 鳥海尽三 藤本さとし | 高木真司     | 高木真司   | 橋本勝巳   | 6月17日       |
| 12   | 金剛爆破作戦!              | 鳥海尽三 荒島晃宏   | 九十九十一   | 大町繁     | 小林勝利   | 6月24日       |
| 13   | 天才軍師! 師真(シシン)     | 鳥海尽三            | 地井たいぞう | 小林孝志   | 菊池城二   | 7月1日        |
| 14   | 骸羅反乱!                  | 鳥海尽三 伊藤健司   | 則座誠       | 則座誠     | 斉藤浩信   | 7月8日        |
| 15   | 五丈脱出作戦               | 鳥海尽三 伊藤健司   | 渡辺純央     | 高木真司   | 渡辺純央   | 7月15日       |
| 16   | 正宗の逆襲!                | 鳥海尽三 藤本さとし | 高木真司     | 大町繁     | 小林勝利   | 7月22日       |
| 17   | 守れ! 南京楼               | 鳥海尽三            | 小林孝志     | 則座誠     | 菊池城二   | 7月29日       |
| 18   | 激突! ライ 対 正宗         | 鳥海尽三            | 今隅眞一     | 宮崎一哉   | 湖川友譲   | 8月5日        |
| 19   | 無敵の海賊艦隊             | 鳥海尽三            | 高木真司     | 高木真司   | 高鉾誠     | 8月12日       |
| 20   | ライ! 危機一髪             | 鳥海尽三 伊藤健司   | 渡辺純央     | 小林孝志   | 谷口守泰   | 8月19日       |
| 21   | 天下への道                 | 鳥海尽三            | 高村彰       | 高村彰     | 斉藤浩信   | 8月26日       |
| 22   | 討て! 偽皇帝               | 鳥海尽三            | 渡部高志     | 渡部高志   | 宮田奈保美 | 9月2日        |
| 23   | 炎の大要塞                 | 鳥海尽三 伊藤健司   | 九十九十一   | 大町繁     | 小林勝利   | 9月9日        |
| 24   | たった一人の戦争           | 鳥海尽三            | 渡辺純央     | 山崎茂     | 高鉾誠     | 9月16日       |
| 25   | 太助のスパイ大作戦         | 鳥海尽三            | 高木真司     | 高木真司   | 菊池城二   | 9月23日       |
| 26   | 狼刃出撃!                  | 鳥海尽三            | 湖川友譲     | 宮崎一哉   | 花畑まう   | 9月30日       |
| 27   | 炎の中の決戦               | 鳥海尽三 荒島晃宏   | 渡部高志     | 渡部高志   | 宮田奈保美 | 10月7日       |
| 28   | 対決! ライ 対 狼刃         | 鳥海尽三 藤本さとし | 渡辺純央     | 渡辺純央   | 高鉾誠     | 10月14日      |
| 29   | さらば狼刃!                | 鳥海尽三            | 小林孝志     | 小林孝志   | 斉藤浩信   | 10月21日      |
| 30   | 出撃! 妖魔戦艦             | 鳥海尽三 藤本さとし | 九十九十一   | 則座誠     | 谷口守泰   | 10月28日      |
| 31   | 骸羅(ガイラ)死す!          | 鳥海尽三            | 宮崎一哉     | 宮崎一哉   | 花畑まう   | 11月4日       |
| 32   | 南京楼脱出!                | 鳥海尽三            | 高木真司     | 山崎茂     | 菊池城二   | 11月11日      |
| 33   | 討て! 羅候軍               | 鳥海尽三 荒島晃宏   | 九十九十一   | 則座誠     | 高鉾誠     | 11月18日      |
| 34   | 妖剣の罠                   | 園田英樹            | 渡部高志     | 渡部高志   | 宮田奈保子 | 11月25日      |
| 35   | 野望の若武者               | 園田英樹            | 小林孝志     | 小林孝志   | 上野一     | 12月2日       |
| 36   | 帝王への道                 | 野原遼太郎          | 高木真司     | 高木真司   | 谷口守泰   | 12月9日       |
| 37   | 豪傑のさいご               | 野原遼太郎          | 高村彰       | 宮崎一哉   | 花畑まう   | 12月16日      |
| 38   | 激突! ライ 対 羅候(ラコウ) | 野原遼太郎 渡辺純央 | 渡辺純央     | 渡辺純央   | 高鉾誠     | 12月23日      |
| 39   | 妖魔のたくらみ             | 鳥海尽三            | 渡部高志     | 渡部高志   | 宮田奈保美 | 12月26日      |
| 40   | 正宗の決断                 | 野原遼太郎          | 湖川友譲     | 宮崎一哉   | 花畑まう   | 1995年 1月6日 |
| 41   | 金剛大爆発                 | 野原遼太郎          | 九十九十一   | 則座誠     | 谷口守泰   | 1月13日       |
| 42   | 虎丸の誓い                 | 園田英樹            | 高木真司     | 高木真司   | 菊池城二   | 1月20日       |
| 43   | 紫紋の想い                 | 園田英樹            | 小林孝志     | 小林孝志   | 高鉾誠     | 1月27日       |
| 44   | 和平会談                   | 園田英樹            | 佐藤英一     | 佐藤英一   | 箕輪悟     | 2月3日        |
| 45   | 遠い平和                   | 園田英樹            | 九十九十一   | 湖川友譲   | 花畑まう   | 2月10日       |
| 46   | 戦いの序曲                 | 山田光洋            | 高木真司     | 高木真司   | 菊池城二   | 2月17日       |
| 47   | 師真(シシン)敗れる         | 野原遼太郎          | 河口もと     | 日下部光雄 | 佐藤多恵子 | 2月24日       |
| 48   | 戦いの果て                 | 野原遼太郎          | 山谷光和     | 山崎茂     | 渡辺純央   | 3月3日        |
| 49   | 玄偉の正体                 | 野原遼太郎          | 向日葵三十郎 | 小林孝志   | 斉藤浩信   | 3月10日       |
| 50   | 魂の声に                   | 園田英樹            | 高木真司     | 山崎茂     | 菊池城二   | 3月17日       |
| 51   | 二重惑星の決戦             | 野原遼太郎          | 山谷光和     | 佐藤英一   | 箕輪悟     | 3月24日       |
| 52   | 夢の果てに                 | 野原遼太郎          | 山谷光和     | 山崎茂     | 高鉾誠     | 3月31日       |

### 放送局
| 放送地域       | 放送局         | 放送時間 | 系列           | 備考            |
| -------------- | -------------- | --- | -------------- | --------------- |
| 関東広域圏     | テレビ東京     | 金曜 18:30 - 19:00 | テレビ東京系列 | 制作局          |
| 北海道         | テレビ北海道   | 金曜 18:30 - 19:00 | テレビ東京系列 |                 |
| 大阪府         | テレビ大阪     | 金曜 18:30 - 19:00 | テレビ東京系列 |                 |
| 岡山県・香川県 | テレビせとうち | 金曜 18:30 - 19:00 | テレビ東京系列 |                 |
| 福岡県         | TXN九州        | 金曜 18:30 - 19:00 | テレビ東京系列 | 現：TVQ九州放送 |
| 愛知県         | テレビ愛知     | 火曜 19:30 - 20:00（1話 - 48話） （37話のみ月曜18:00 - 18:30） 火曜 7:00 - 7:30（49話） 火曜 7:35 - 8:05（50話 - 52話） | テレビ東京系列 | [ 注釈 15 ]     |

| テレビ東京 金曜 18:30 - 19:00                                                     | テレビ東京 金曜 18:30 - 19:00                       | テレビ東京 金曜 18:30 - 19:00           |
| 前番組                                                                            | 番組名                                              | 次番組                                  |
| --------------------------------------------------------------------------------- | --------------------------------------------------- | --------------------------------------- |
| 剣勇伝説YAIBA （1993年4月9日 - 1994年4月1日） ※同番組のみテレビ北海道との共同製作 | 銀河戦国群雄伝ライ （1994年4月8日 - 1995年3月31日） | スレイヤーズ （1995年4月7日 - 9月29日） |

## ゲーム
- 銀河戦国群雄伝ライ：1996年3月8日、エンジェルより発売。スーパーファミコン用ソフト。竜我雷、羅候、独眼竜政宗、骸羅の4人の太守から1人を選び、将と艦隊を率いて他国の3人の太守を打ち破り銀河の統一を目指す戦略シミュレーションゲーム。[5]
真鍋は「意外とよく出来てる」「（原作をきちんと理解している事に）はっきり言って感心した」と評価をしている[2]。